# Radewig
Die Radewig ist der älteste Stadtteil der Stadt Herford mit etwa 800 Einwohnern und gehört zum Stadtteil Herford-Stadt.

## Lage
Die Radewig ist mit etwa acht Hektar der flächenmäßig kleinste Stadtteil der Herforder Innenstadt. Er ist umgeben von der Aa und dem Stadtgraben, der als Stadtbefestigung gebaut wurde. Neben dem Stadtgraben verläuft ein Teil der Herforder Wallanlagen, die die gesamte Innenstadt umgeben. Auf dem anderen Ufer des Stadtgrabens befindet sich die Radewiger Feldmark, jenseits der Aa liegt die Altstadt.

## Geschichte
Im Laufe des 9. Jahrhunderts bildete sich in der Nachbarschaft des Königshofs Adonhusa und des Reichsstifts Herford eine Kaufmannssiedlung, ein sogenannter Wik. Diese Bezeichnung ist noch heute im Namen „Radewig“ enthalten. Als Rast- und Handelsplatz erlangte diese Kaufmannssiedlung bald große Bedeutung, zumal sie neben dem Wik von Corvey schon in der ersten Hälfte des 9. Jahrhunderts als eine der ersten im ganzen Reich das kaiserliche Markt-, Münz- und Zollrecht erhielt.
Im Jahre 926 zerstörten die Ungarn sowohl das Stift als auch die Radewig. Mathilde, die Gemahlin König Heinrichs I. sorgte anschließend für einen raschen Wiederaufbau.
Aus der Radewig und der später gegründeten Altstadt entstand im 12. Jahrhundert im Schutze des Klosters die Stadt Herford. Um 1170 erfolgte die Verleihung der Stadtrechte.
Die Radewig wurde erstmals im Jahre 1290 als „Rodewich“ erwähnt, wobei „Rode“ für roden steht und die Endung „-wig“ Zaun oder umzäuntes Gebiet bedeutet.
Am 24. Juli 1638 (im Dreißigjährigen Krieg) wurde die Stadt von einem Großfeuer heimgesucht, das einen Teil der Neustadt und fast die gesamte Radewig zerstörte. Auch die Jakobikirche brannte bis auf das Mauerwerk ab.

## Brücken

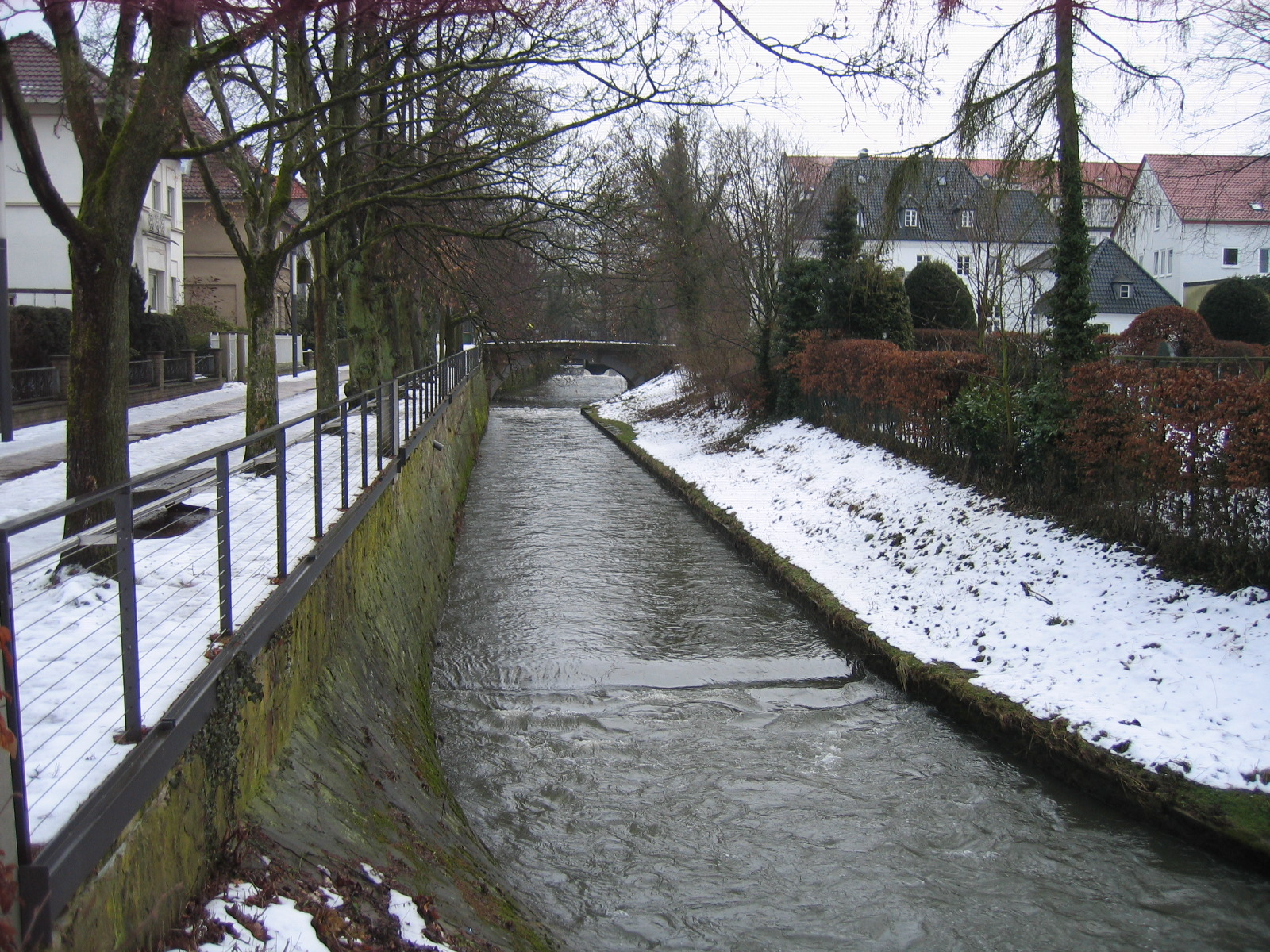
Im Hintergrund die Deichtorbrücke über den Stadtgraben

Über zwei Straßen- und zwei Fußgängerbrücken über die Aa gelangt man in die angrenzende Altstadt. Eine Fuß- und Radwegunterführung im Bereich des Bahnhofs sowie jeweils zwei weitere Straßen- und Fußgängerbrücken führen in die jenseits des Stadtgrabens liegende Radewiger Feldmark. Am Zusammenfluss von Aa und Stadtgraben wurde im August 2008 der Wallsteg gebaut. Es handelt sich um eine begehbare Stahlkonstruktion, die vom Steintorwall über die Aa ragt.
Einzelheiten zu den Brücken sind im Artikel Brücken in Herford aufgeführt.

## Stadttore

### Steintor
Das Steintor war eins der fünf Herforder Stadttore. Im Mittelalter befand sich dort eine Vier-Turm-Anlage mit zwei steinernen und einer hölzernen Zugbrücke über den Stadtgraben. Die Holzbrücke konnte im Falle eines Überfalls oder einer Belagerung hochgezogen werden. Bis ins 19. Jahrhundert befand sich dort, wie auch an den anderen Stadttoren, ein Torwärterhäuschen, an dem auswärtige Händler und Besucher Zoll für die Nutzung der innerstädtischen Straßen zahlen mussten.
Am Steintor treffen sich unweit des Herforder Bahnhofs der Deichtorwall und der Steintorwall sowie die Steinstraße. In Richtung Osten verläuft die vierstreifig ausgebaute Straße „Auf der Freiheit“, die sich nach Überquerung der Aa in der Altstadt bis zum Stephansplatz fortsetzt.

### Deichtor
Das erste Deichtor entstand in der ersten Hälfte des 13. Jahrhunderts. Heute gibt es dort nur noch eine Brücke über den Stadtgraben im Verlauf der Bielefelder Straße. Von Westen her endet hier der Deichtorwall. Auf der anderen Seite der Bielefelder Straße beginnt der Wall „Unter den Linden“.

## Plätze

### Gänsemarkt

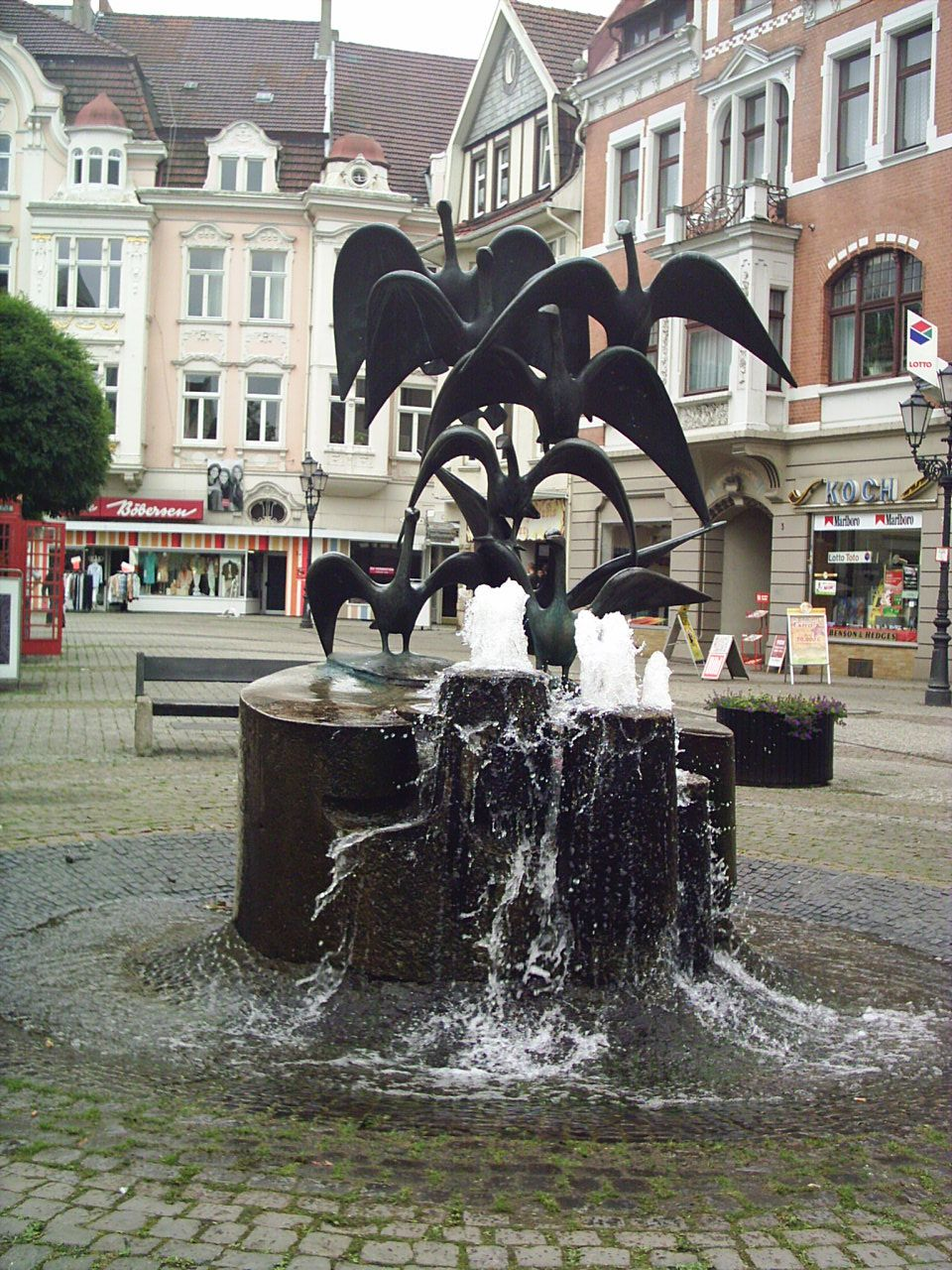
Der Gänsebrunnen auf dem Gänsemarkt

Zentraler Platz der Radewig ist der Gänsemarkt mit dem Gänsebrunnen. Der Name wurde 1824 erstmals erwähnt, wobei der Platz damals wesentlich kleiner war. Seine heutige Größe erreichte er 1960. Der Gänsemarkt
ist ein beliebter Veranstaltungsplatz, und seit 1985 Teil der Herforder Fußgängerzone, die jedoch weitgehend in der Alt- und Neustadt liegt. Bereits Ende des 9. Jahrhunderts ließen sich im Bereich des Gänsemarktes Kaufleute nieder.

### Fürstenauplatz
Am Fürstenauplatz, der Einmündung der Bielefelder Straße in die Radewiger Straße, steht seit 1990 das Fürstenaudenkmal. Der Platz erhielt seinen Namen erst 1996.

## Straßen

### Steinstraße
Die Steinstraße trägt einen der ältesten Herforder Straßennamen. Schriftlich wurde der Name „Steynstrate“ allerdings erst 1451 erwähnt. Im Mittelalter war die Steinstraße, die vom Steintor zum Gänsemarkt verläuft, eine der Hauptverkehrsstraßen der Stadt. Noch bis in die 1970er Jahre floss durch sie ein großer Teil des Straßenverkehrs in die Innenstadt.

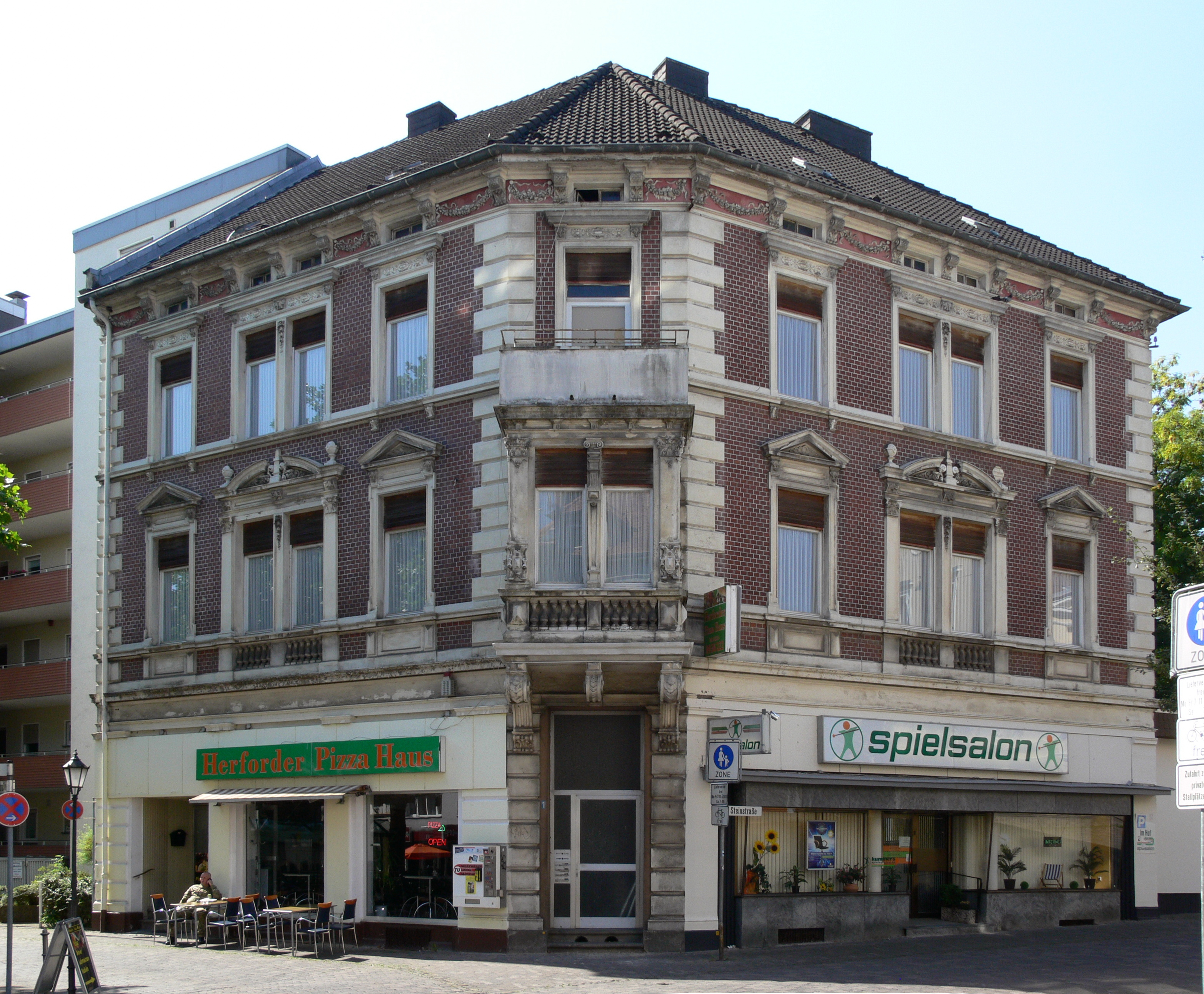
Steinstraße 1
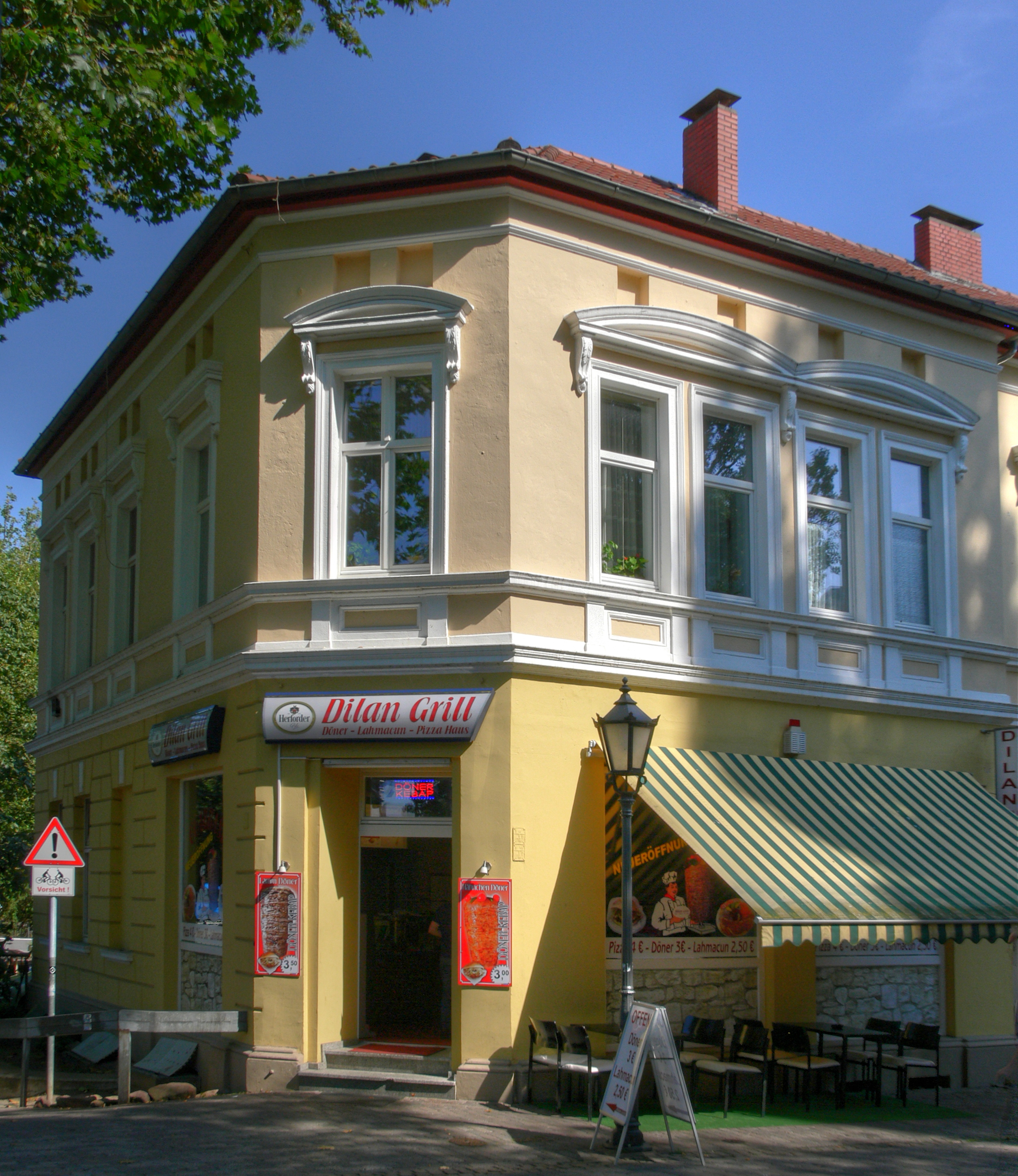
Steinstraße 2/Ecke Steintorwall
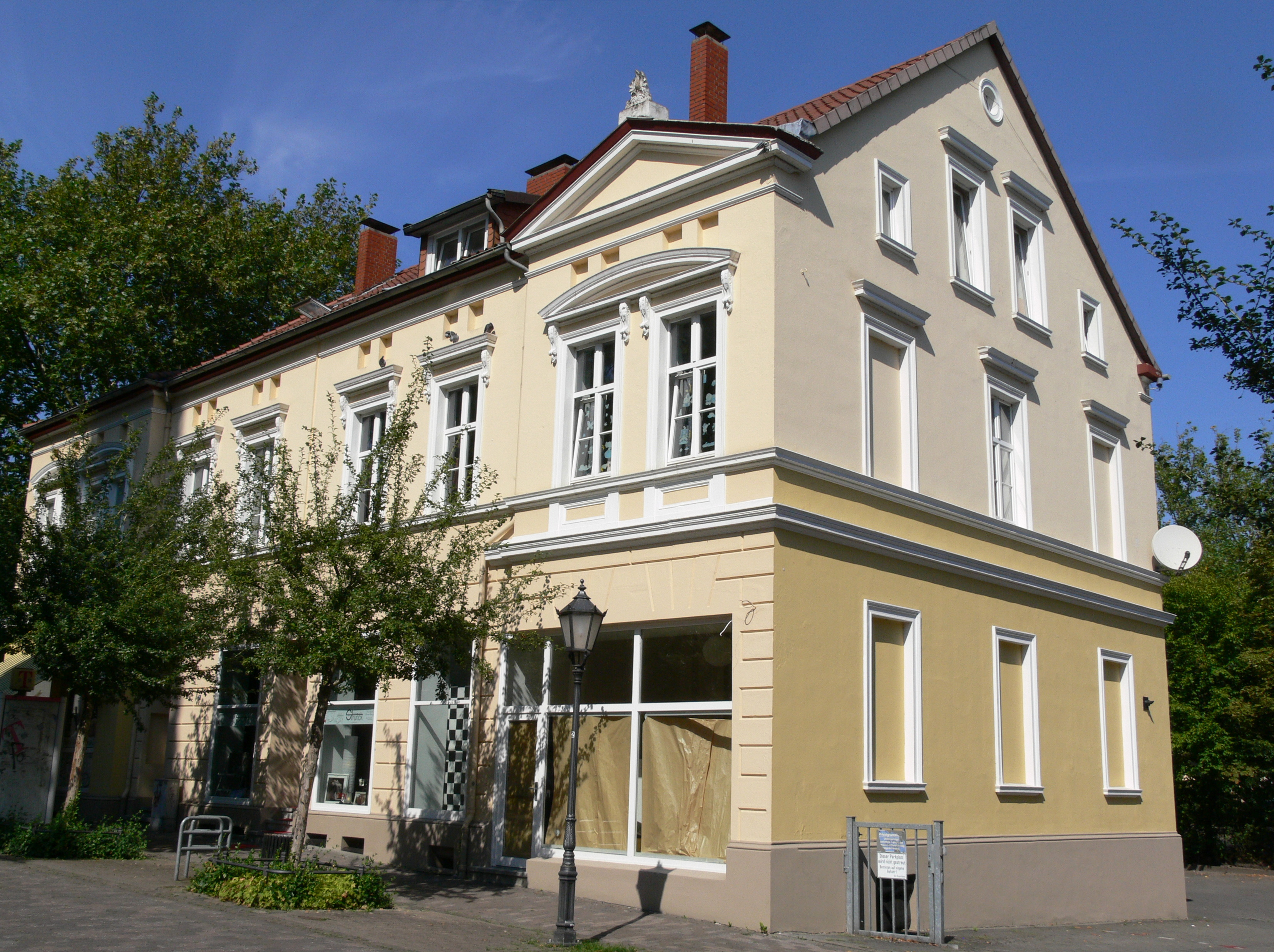
Steinstraße 2
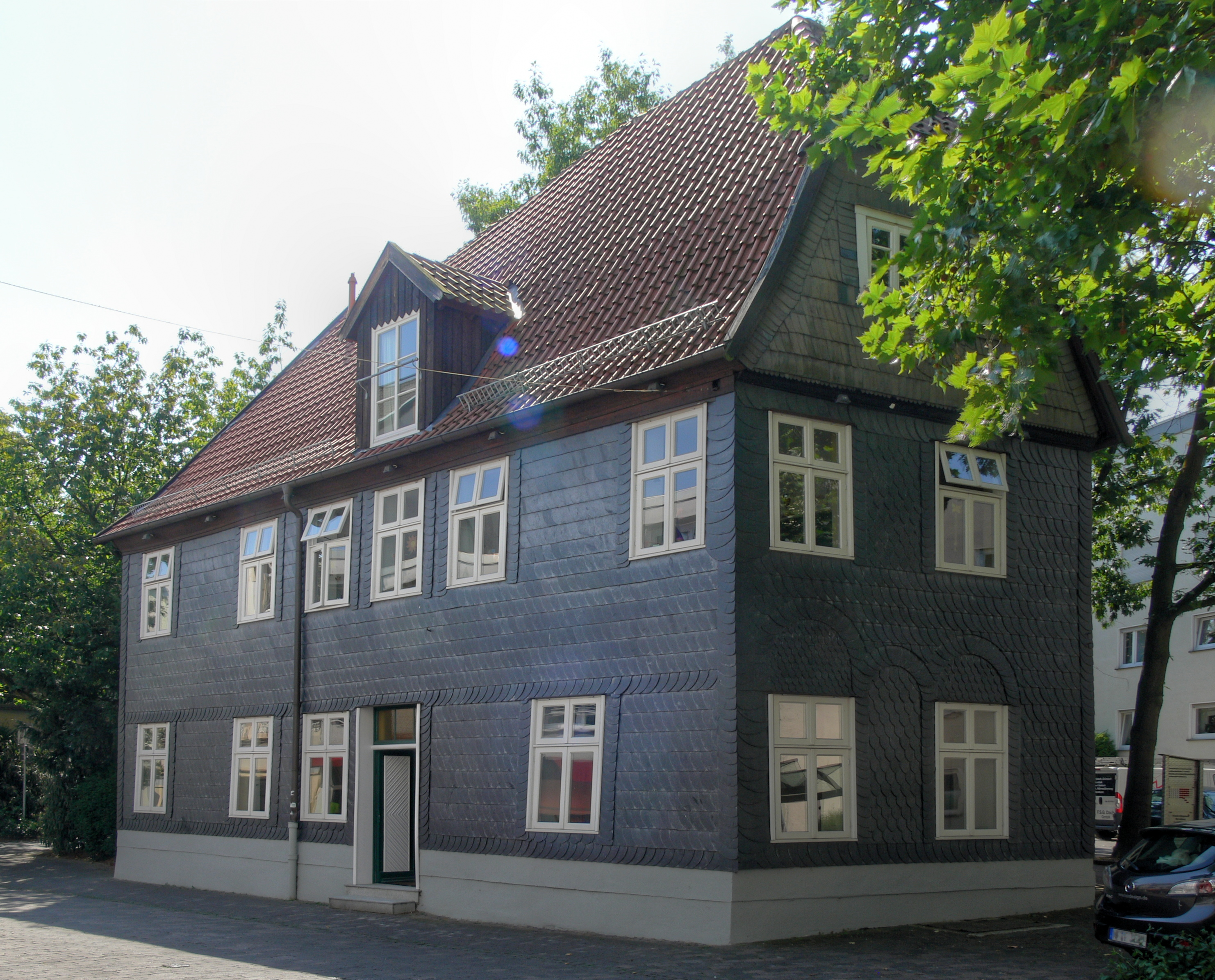
Steinstraße 3
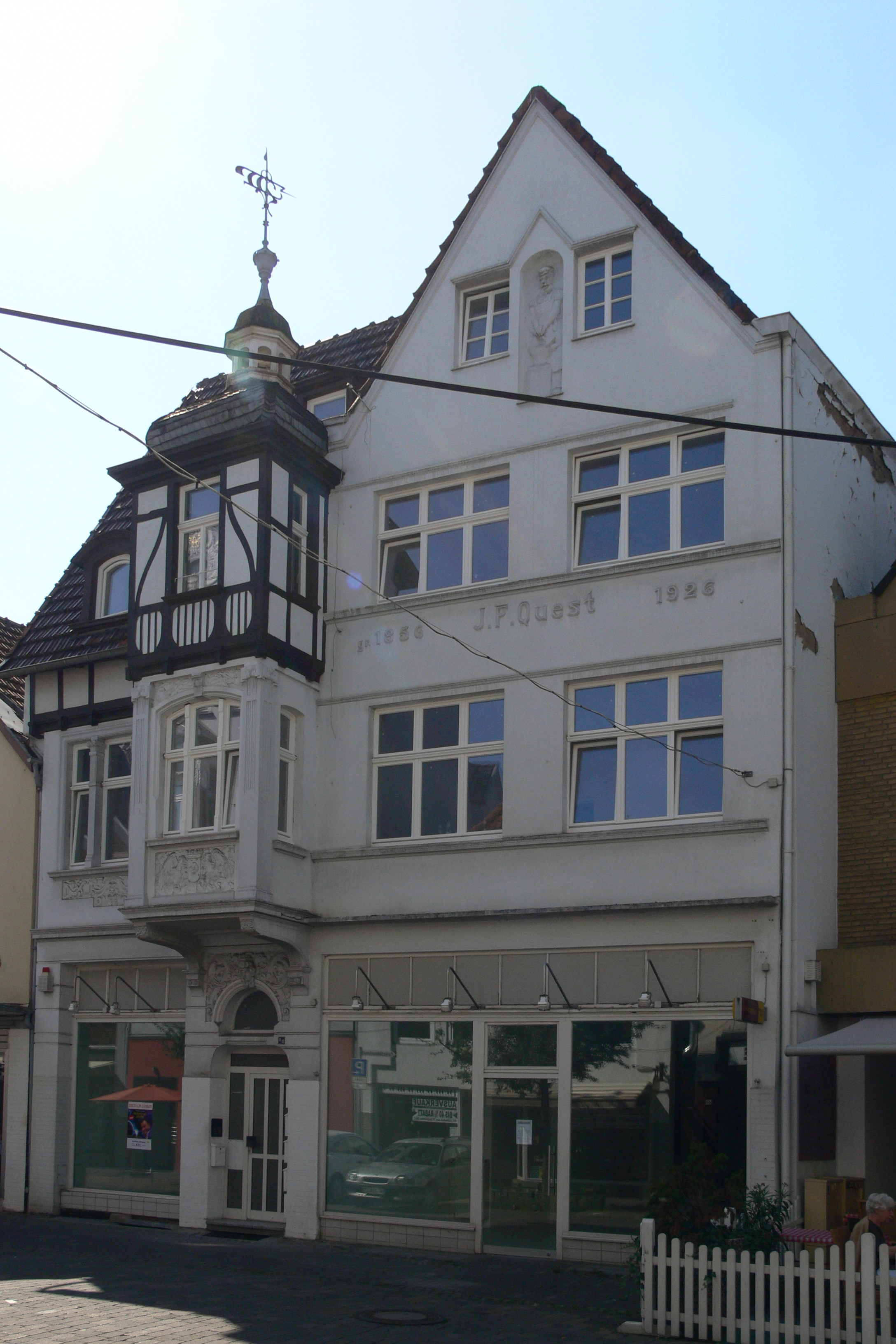
Steinstraße 11 und 13
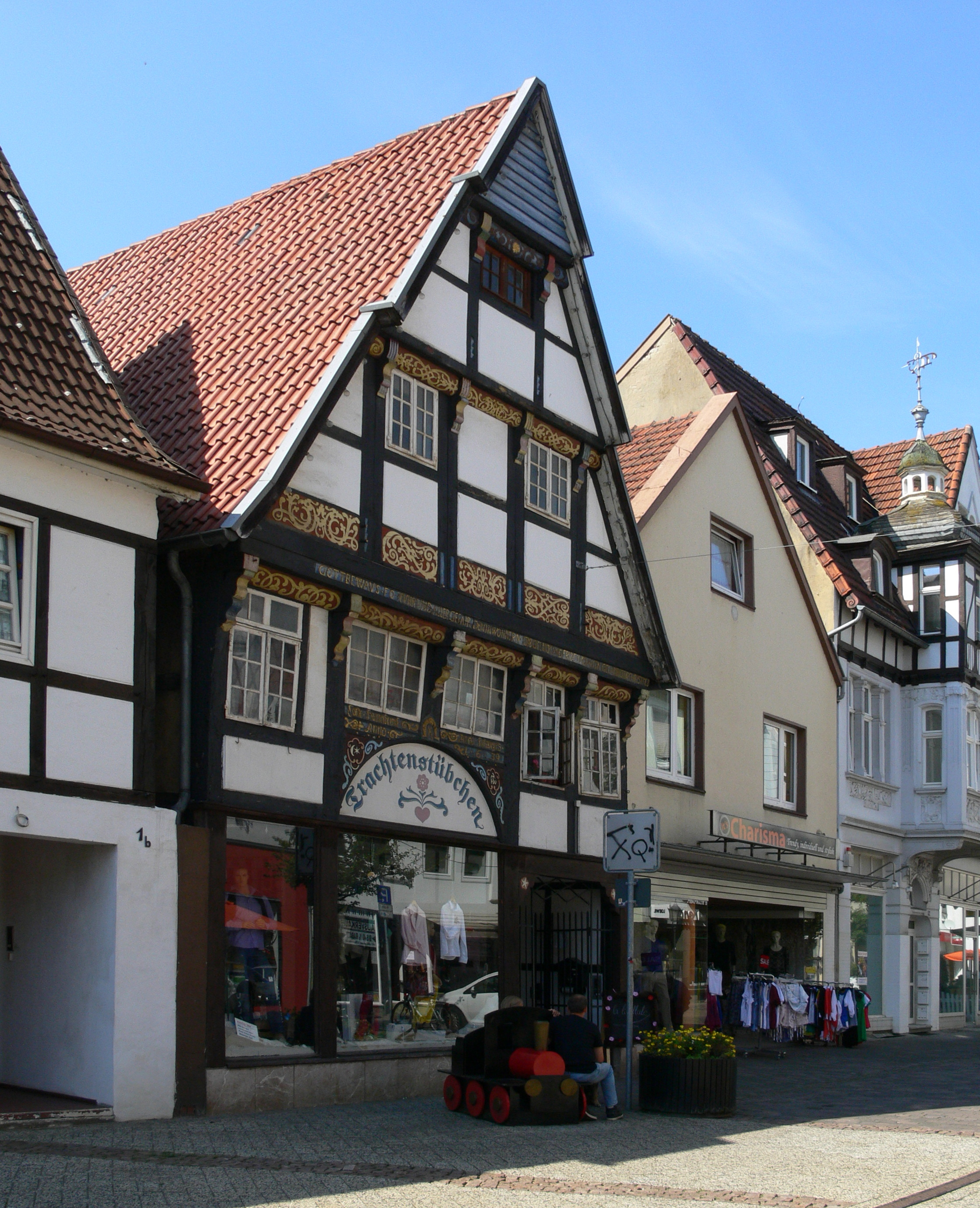
Steinstraße 17

### Steintorstraße
Nach dem Bau des Innenstadtrings ist von der Steintorstraße nur noch ein kurzes Verbindungsstück zwischen der Steinstraße und der Straße „Auf der Freiheit“ übriggeblieben.

### Auf der Freiheit
Der Name der Straße „Auf der Freiheit“ wurde 1886 eingeführt. Er erinnert an die Gerichtsfreiheit der Fürstabtei Herford. Ursprünglich endete die Straße von der Altstadt her kommend am Janup. Im Zuge des vierstreifigen Ausbaus des Innenstadtrings in den 1970er Jahren wurde der etwa 200 Meter lange Abschnitt zwischen der Aa und dem Steintor neugebaut, wofür zahlreiche Häuser abgebrochen werden mussten. Noch heute (2015) ist dieser Teil der Straße nicht bebaut, so dass die Hinterhöfe der Häuser der Steinstraße zu sehen sind.

### Janup
Der Janup verbindet den Gänsemarkt mit der Straße „Auf der Freiheit“. Bis in die 1970er Jahre war sie eine der Hauptverkehrsstraßen der Radewig. Der Name findet sich erstmals auf einem Schriftstück von 1824, ist jedoch bedeutend älter. Er könnte von dem althochdeutschen Wort „jan“ für „Gang“ und dem altsächsischen Begriff „up“ für „in Richtung auf“ abgeleitet sein. Im Mittelalter und der frühen Neuzeit wird die Straße als „Schevenstraße“ bezeichnet. Das niederdeutsche Wort „scheve“ bedeutet „eine auf Böcken stehende Bretterbrücke über einen Bach“, womit wohl die Aa gemeint ist. Schevenstraße kann demnach wohl mit Brückenstraße übersetzt werden.

### Kleine Mauerstraße
Die Kleine Mauerstraße verläuft entlang der ehemaligen Stadtmauer zwischen der Steinstraße und der Brudtlachtstraße.

### Brudtlachtstraße
Die Brudtlachtstraße weist auf den bedeutenden Bürgermeister Anton Brudtlacht hin, der sich dafür einsetzte, die Jakobikirche nach ihrer Schließung wieder als Pfarrkirche einzurichten und einzuweihen und der das Radewiger Kohlfest stiftete (siehe unten).

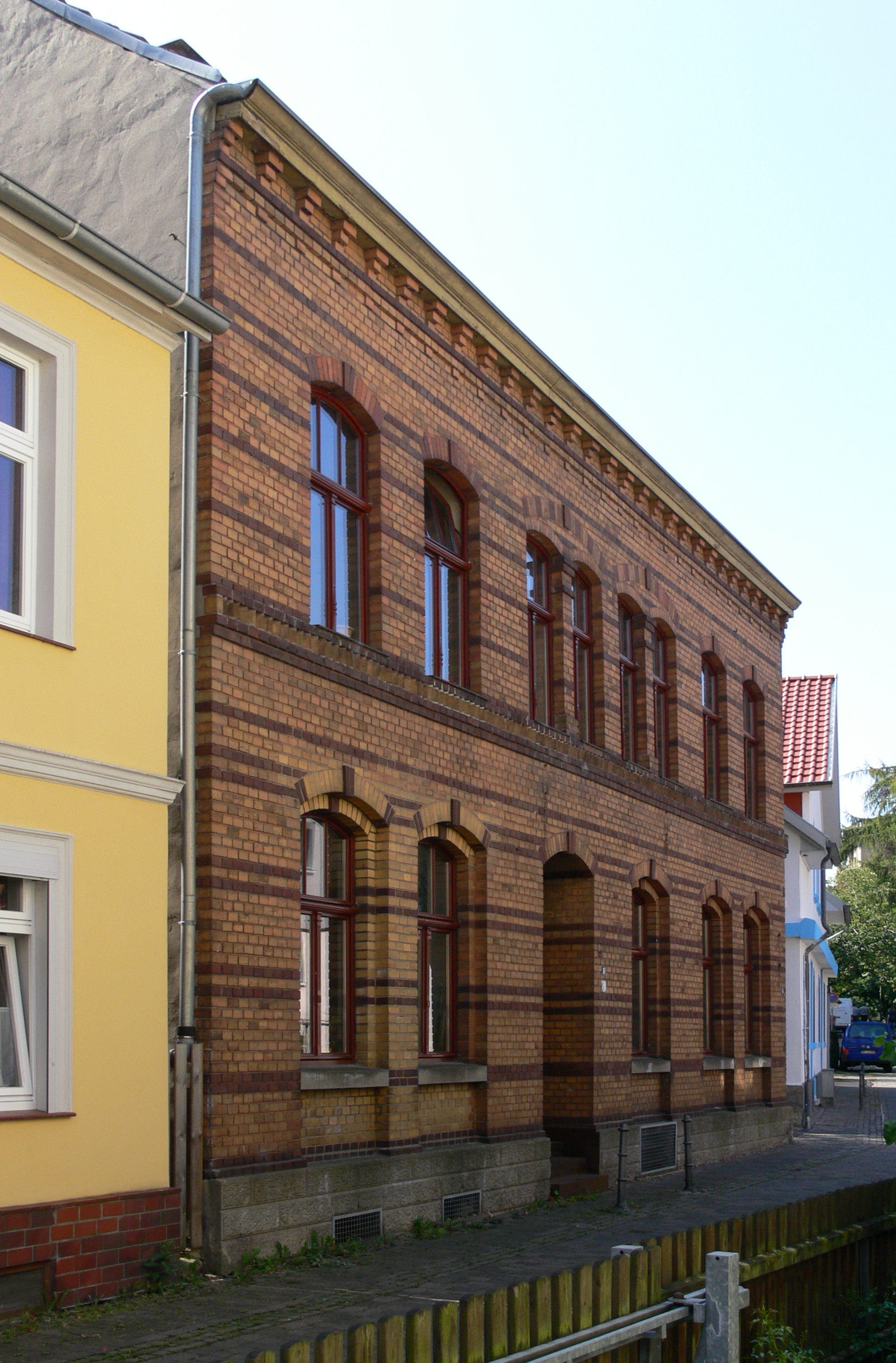
Brudtlachtstraße 5
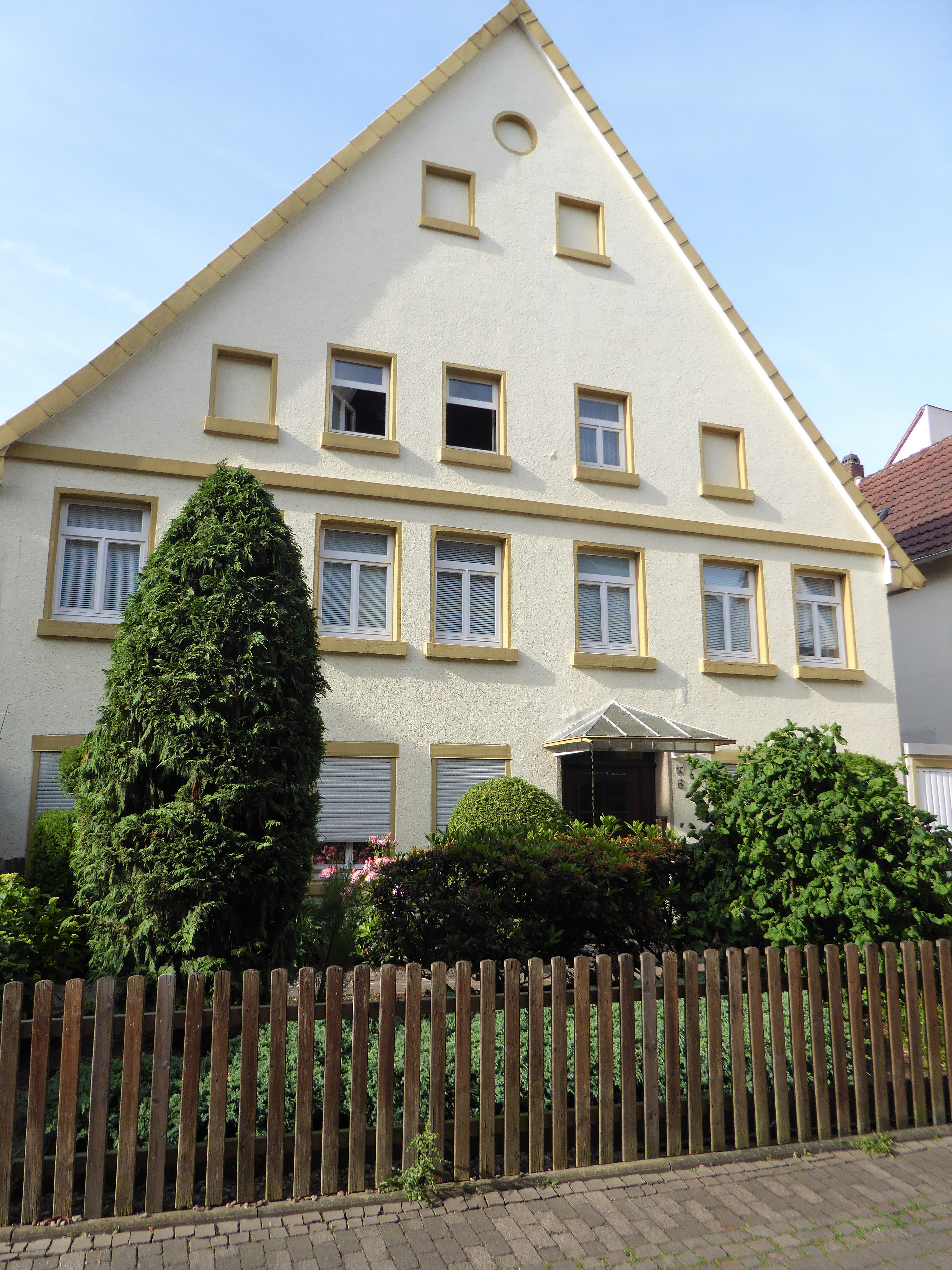
Brudtlachtstraße 6
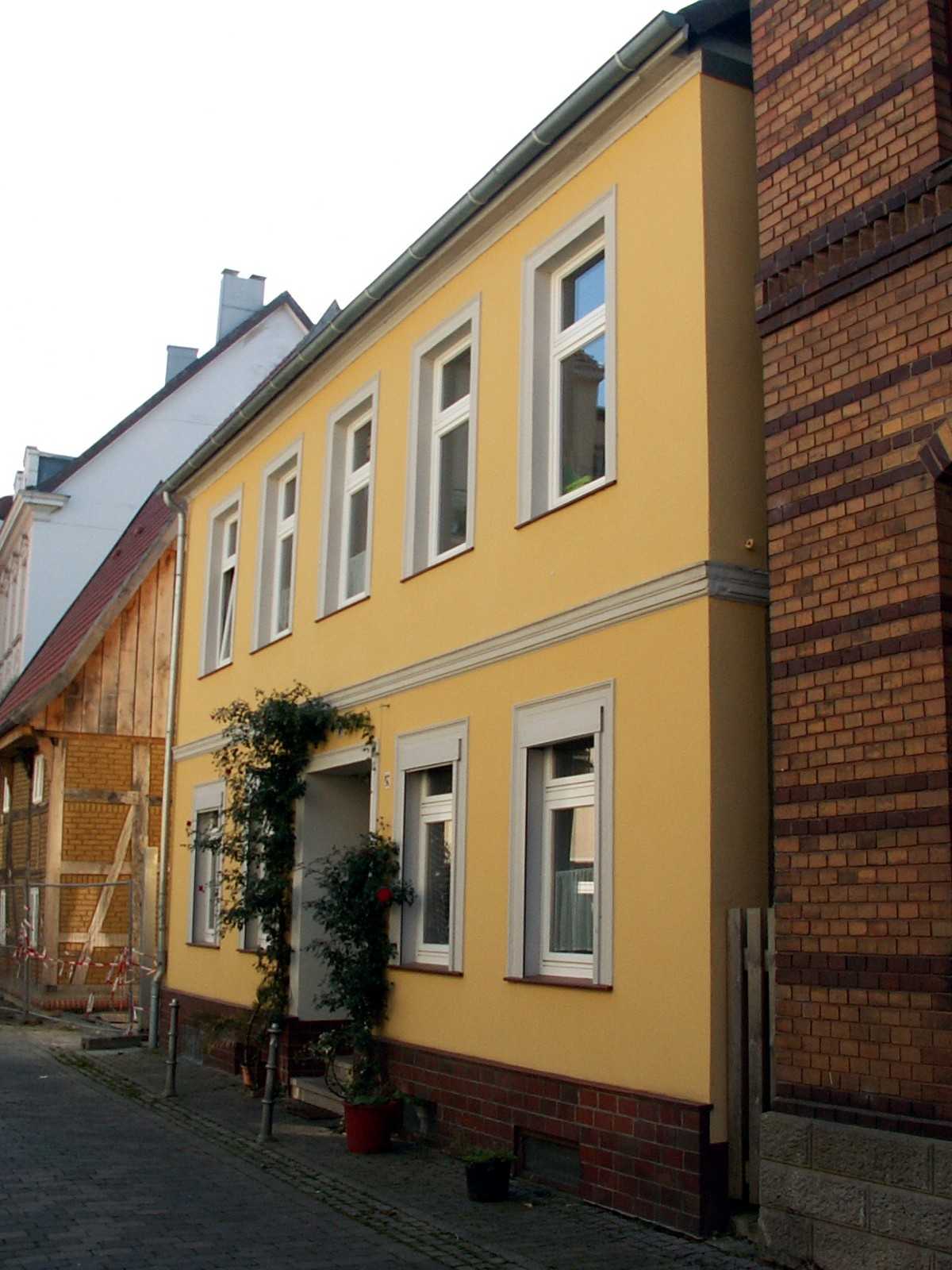
Brudtlachtstraße 7
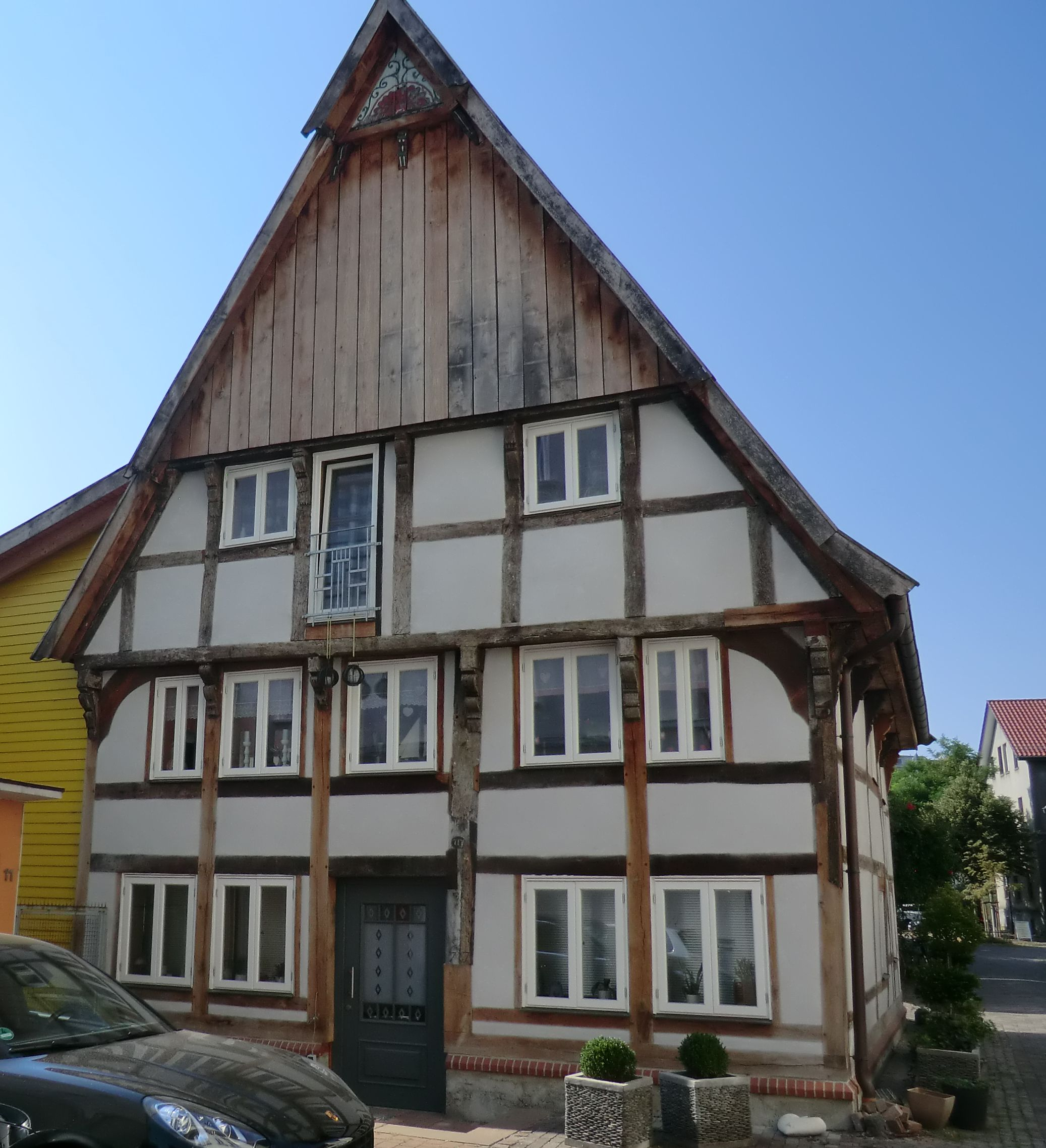
Brudtlachtstraße 9

### Radewiger Straße
Die Radewiger Straße wurde erstmals im Jahre 1290 erwähnt. Sie verläuft vom Gänsemarkt zur Radewiger Brücke, die den Übergang zur Altstadt mit der Bäckerstraße bildet. Bis in die 1970er Jahre war sie eine der Hauptverkehrsstraßen der Innenstadt. Seitdem ist sie die einzige öffentliche Kraftfahrzeugstraße, durch die die Fußgängerzone zwischen der Bäckerstraße und dem Gänsemarkt unterbrochen wird. In der Radewiger Straße stehen zahlreiche Gebäude, die unter Denkmalschutz stehen.

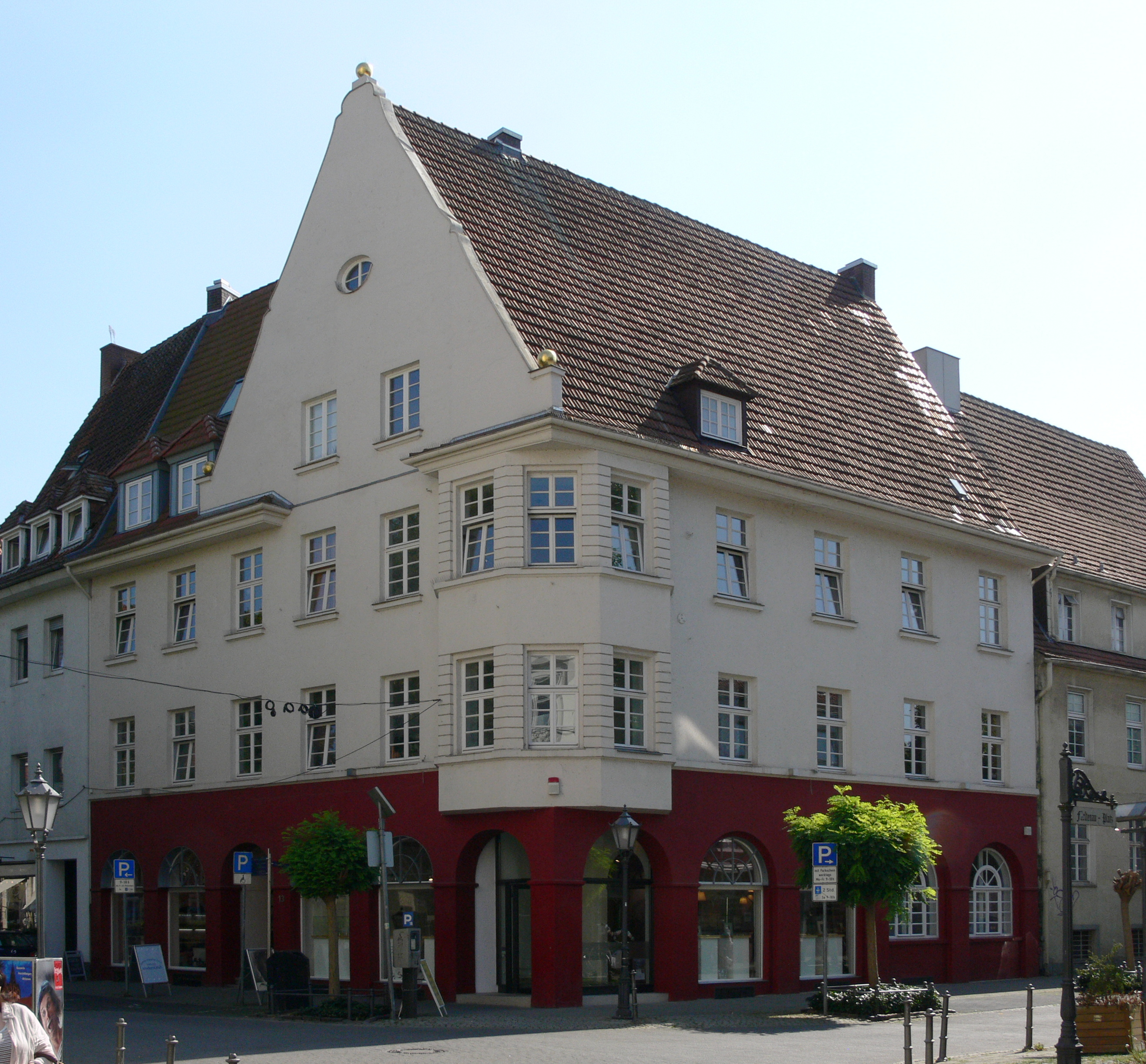
Radewiger Straße/Ecke Mühlengasse
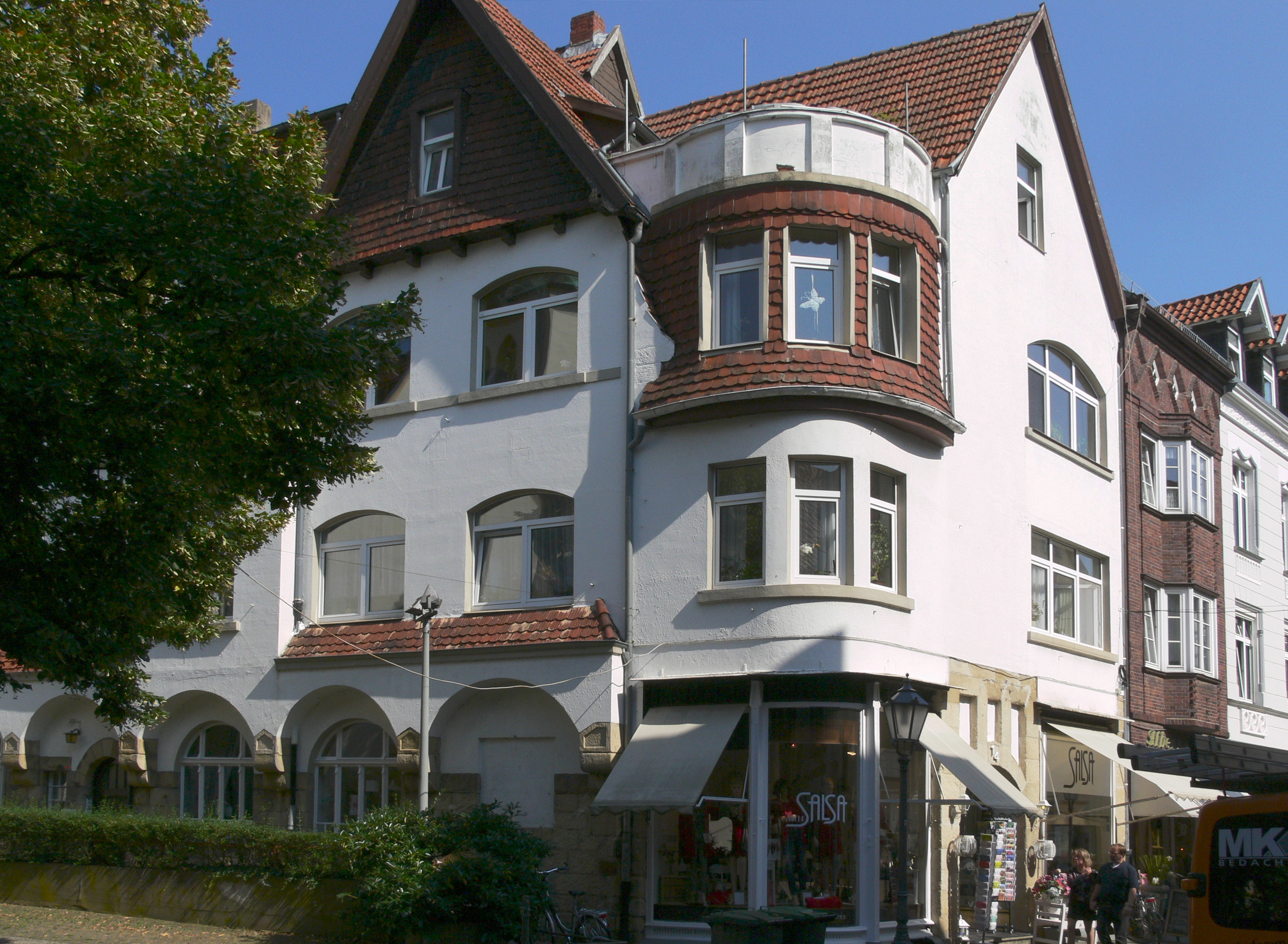
Radewiger Straße 14
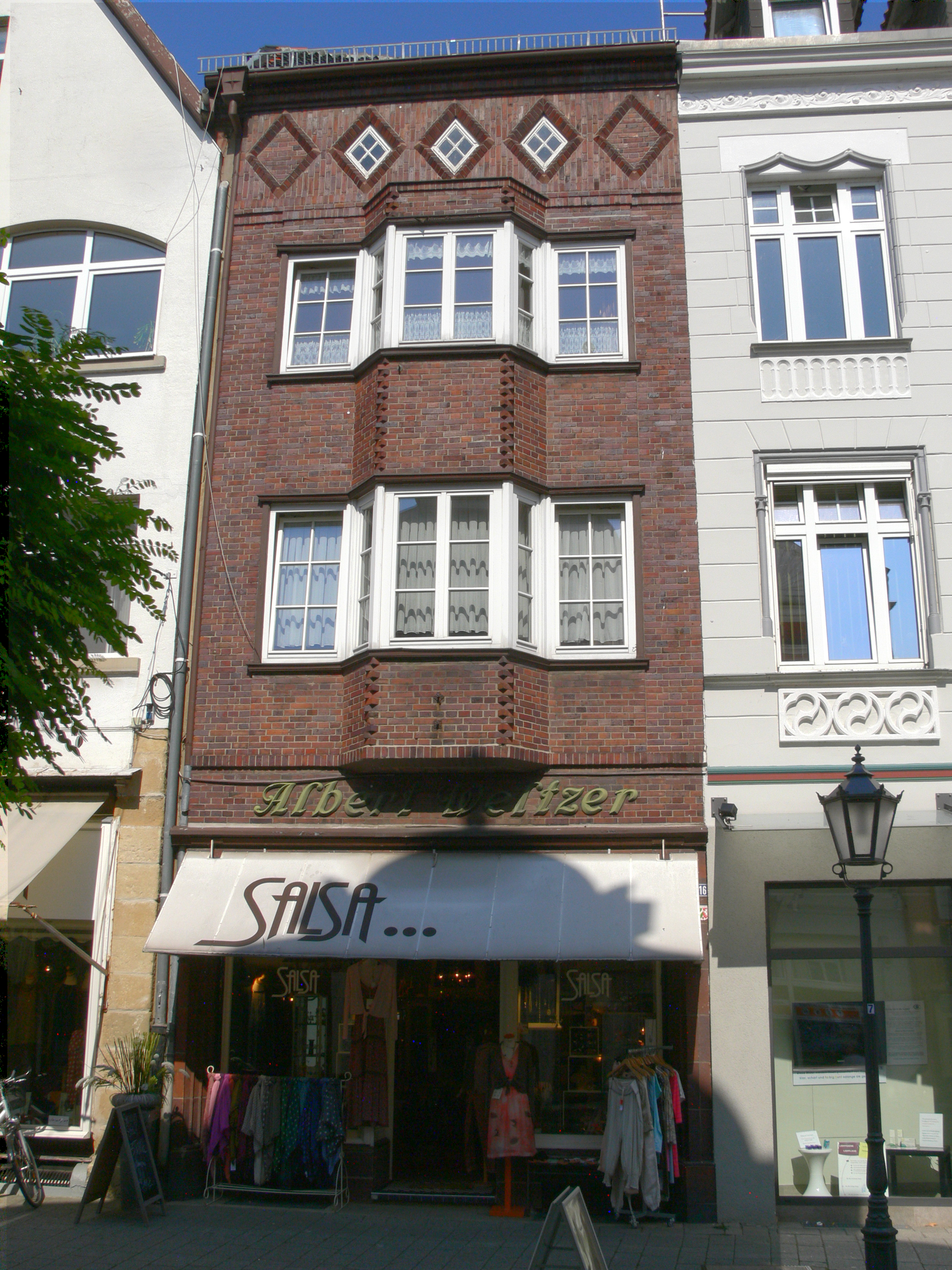
Radewiger Straße 16
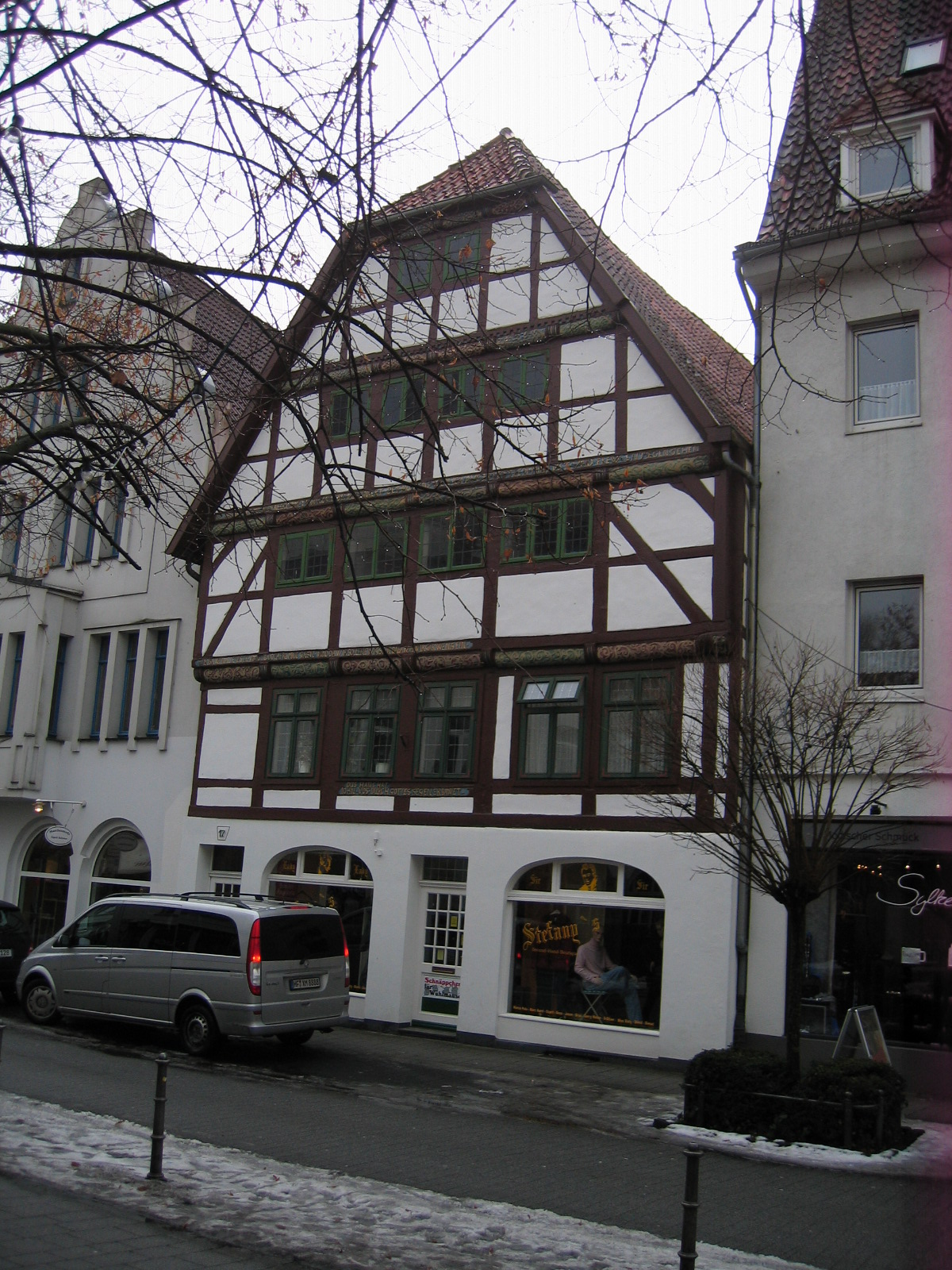
Radewiger Straße 17
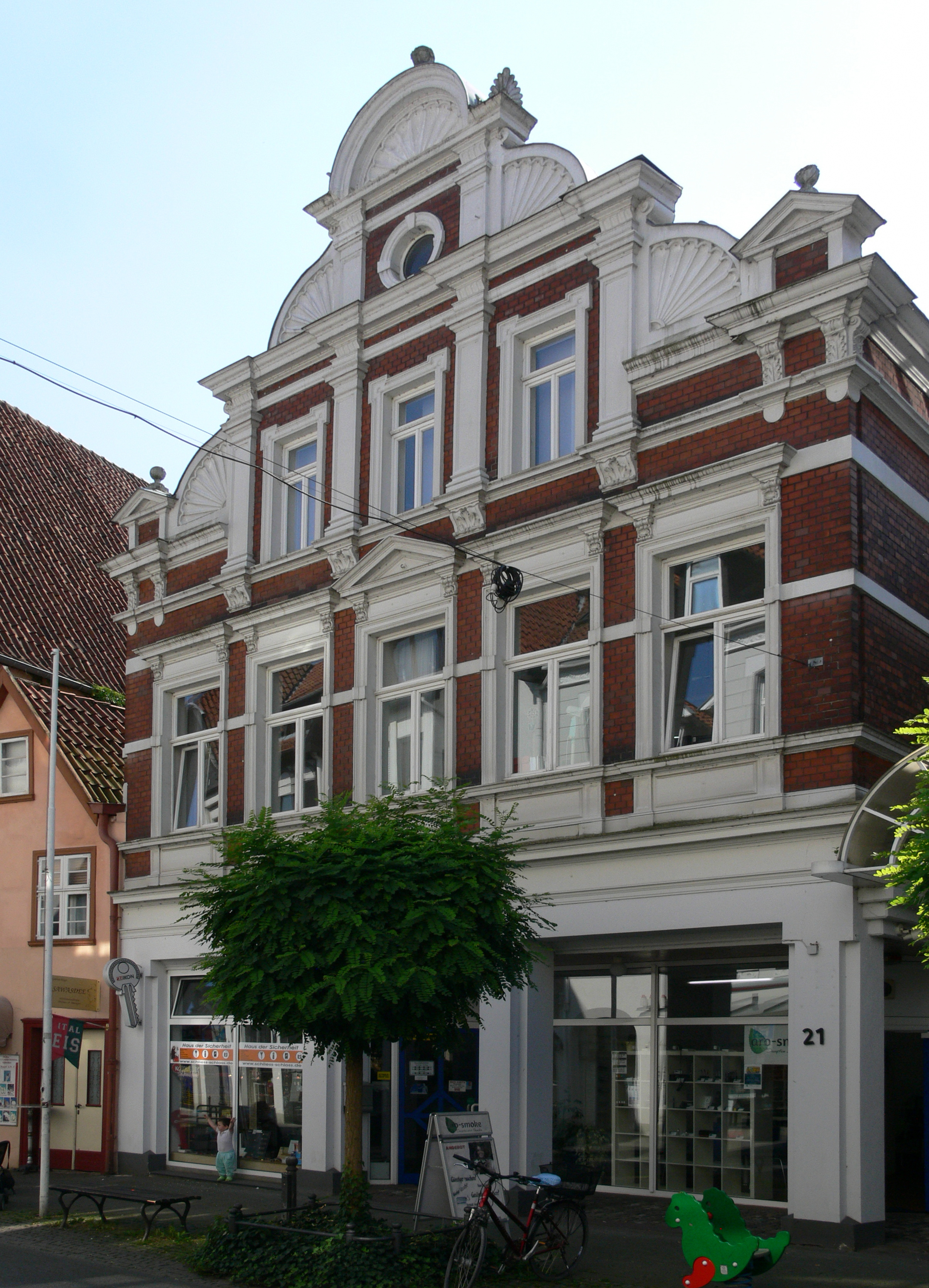
Radewiger Straße 21
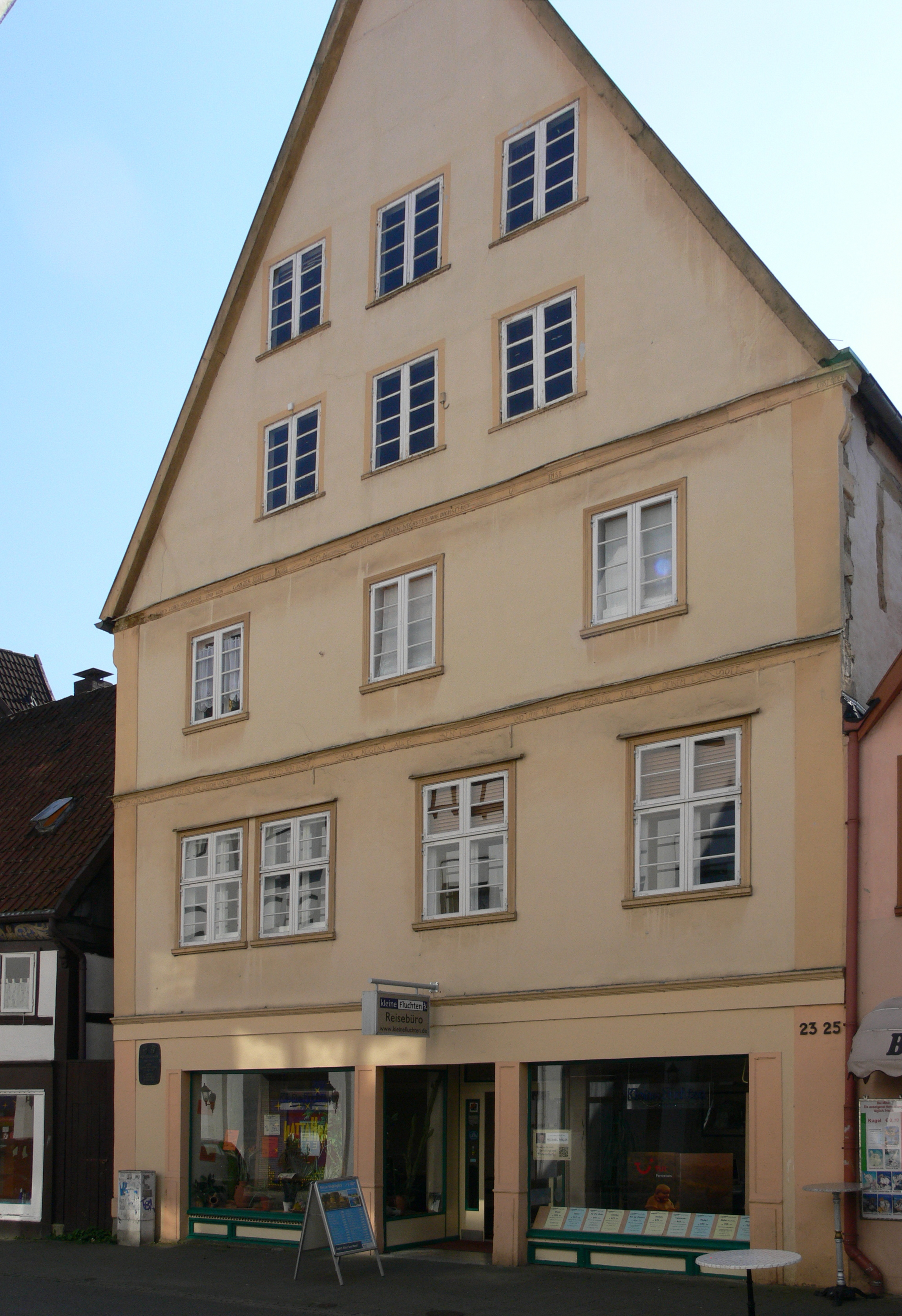
Radewiger Straße 25
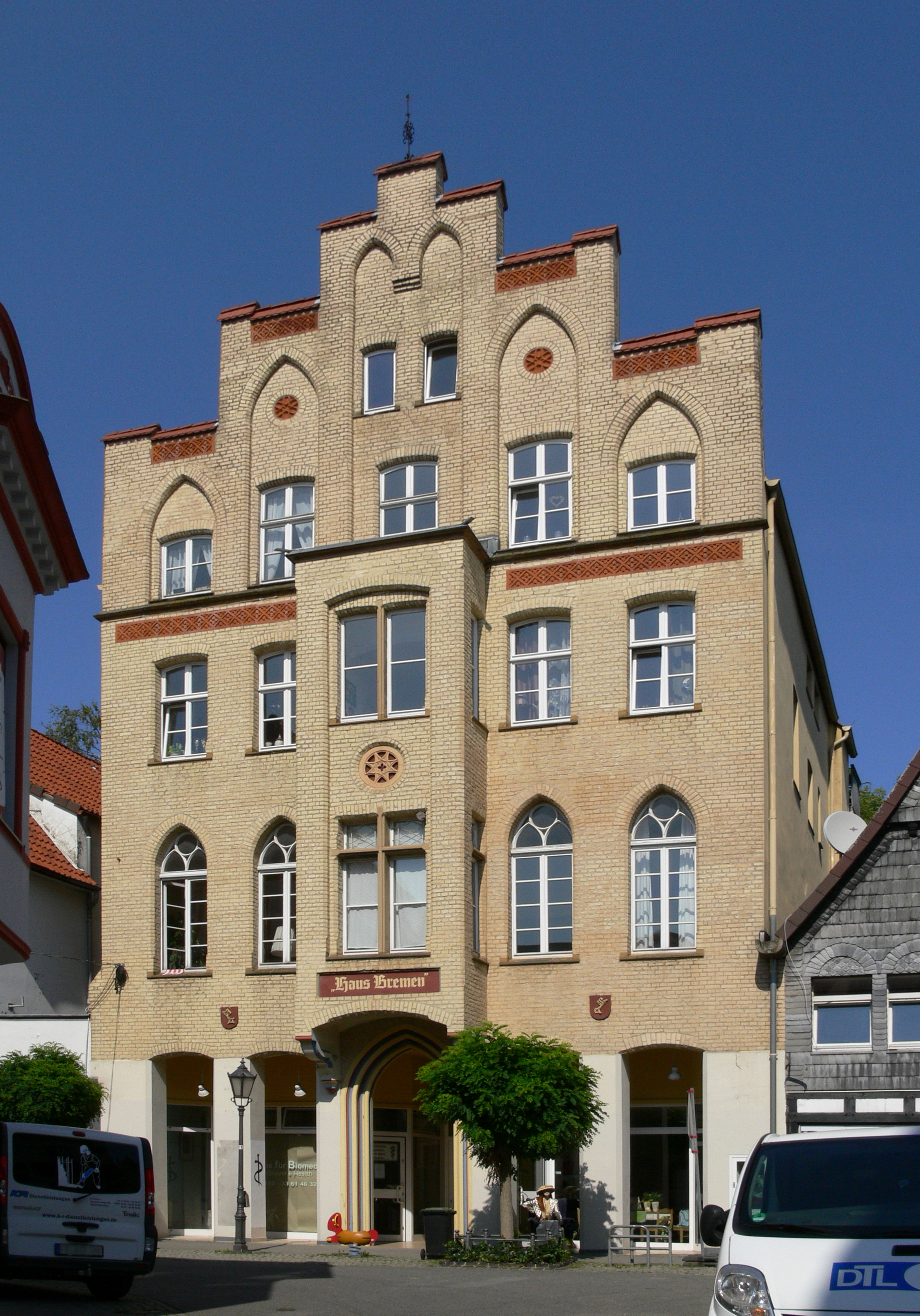
Haus Bremen, Radewiger Straße 26
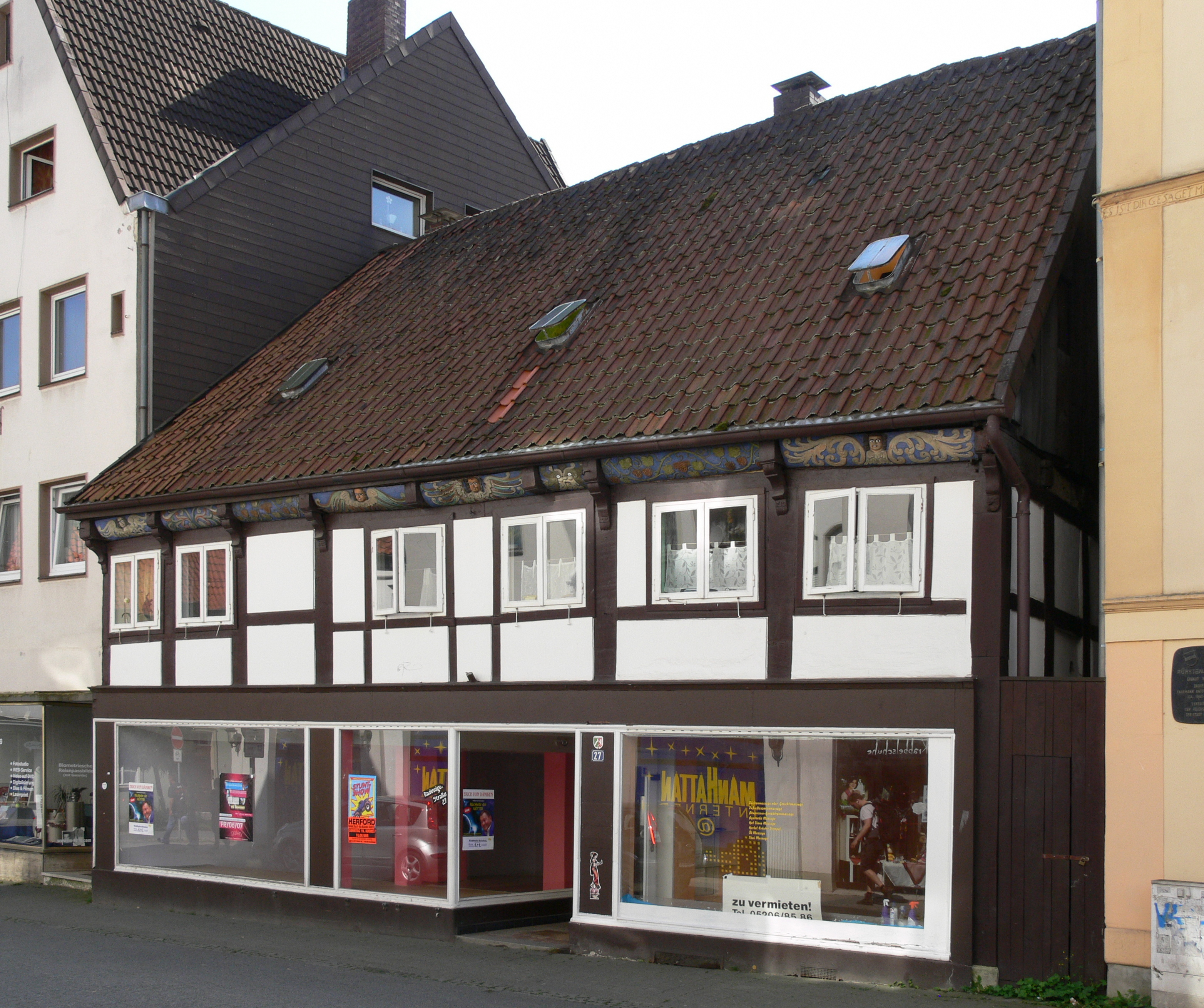
Radewiger Straße 27
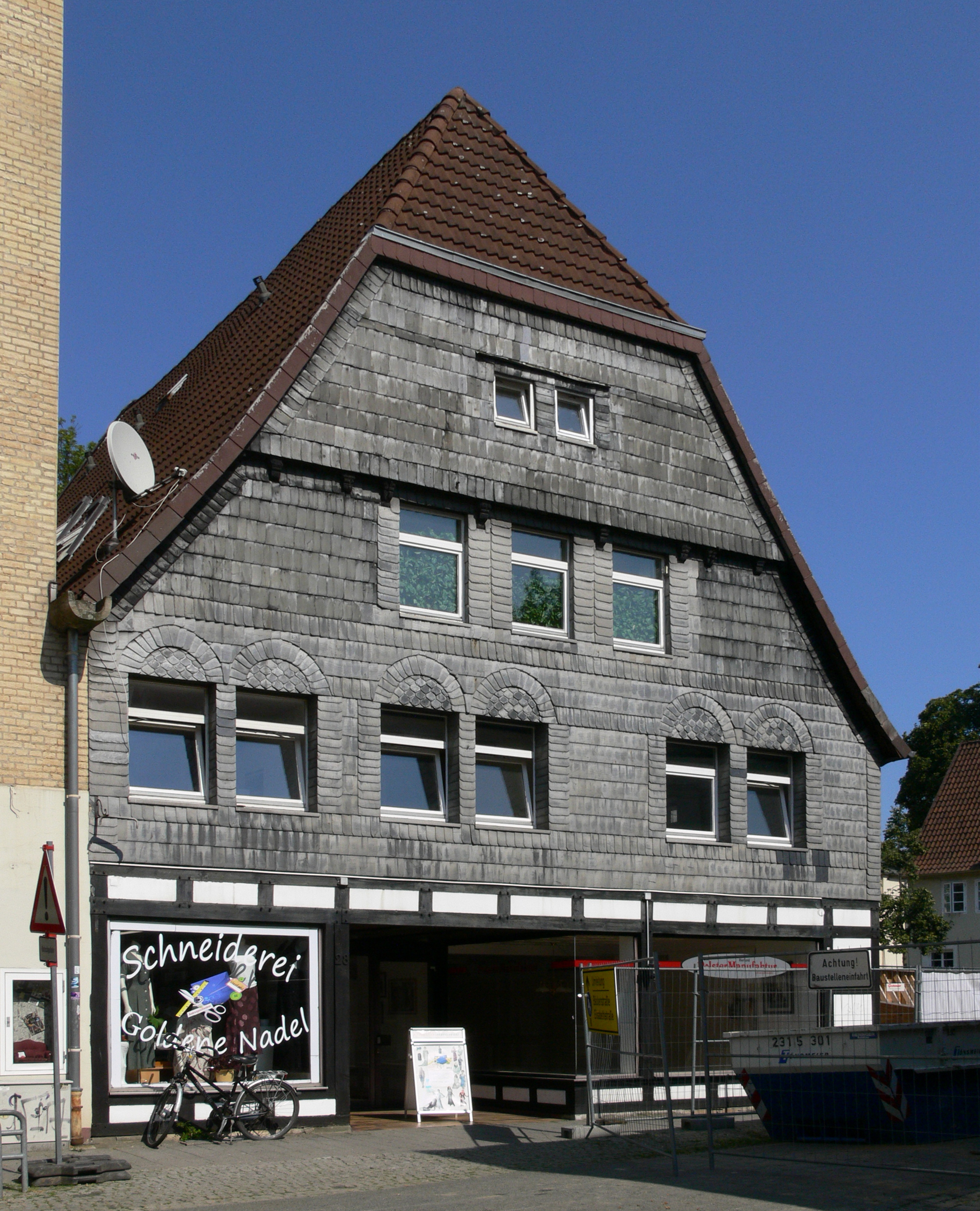
Radewiger Straße 28
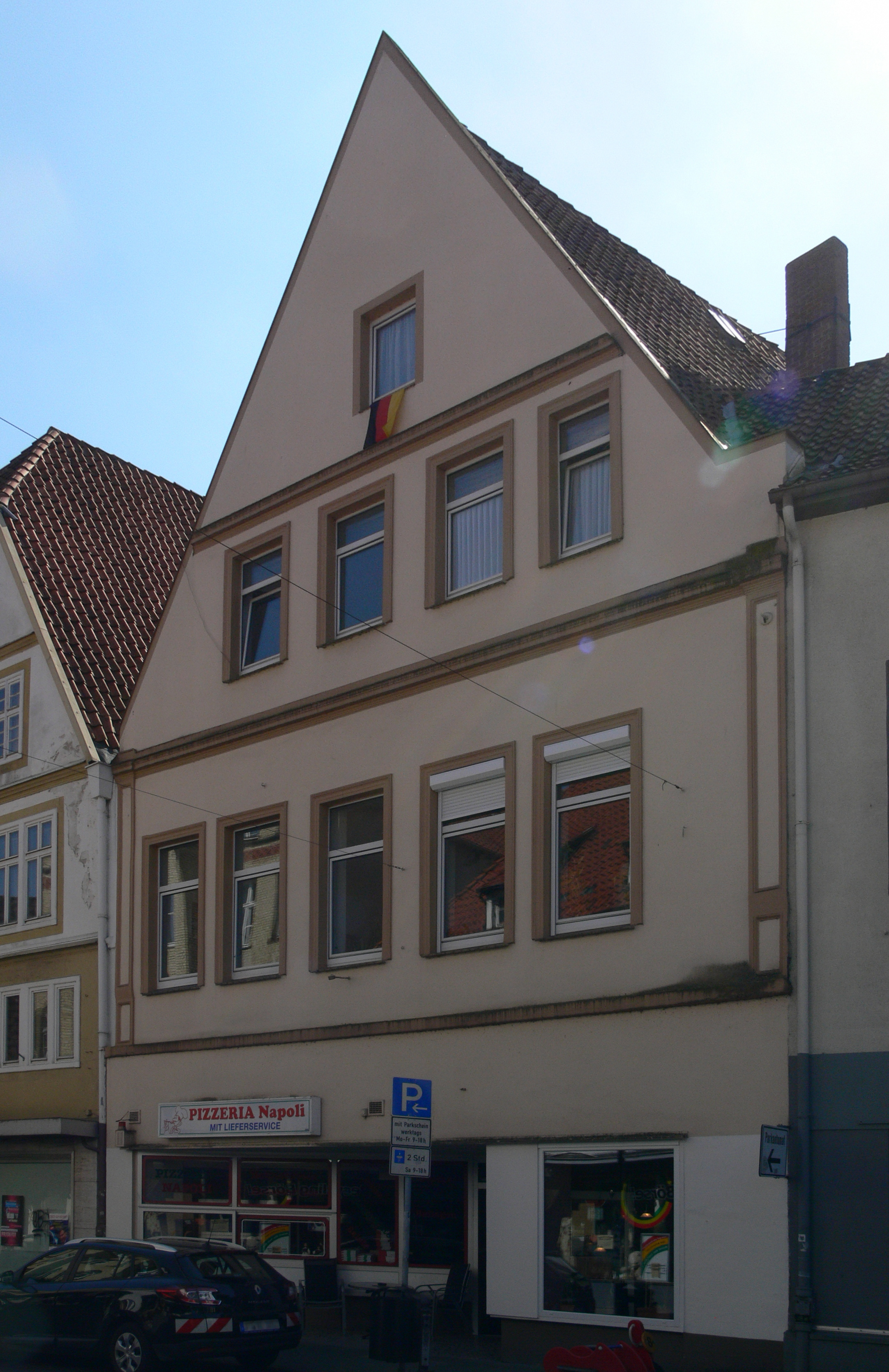
Radewiger Straße 33
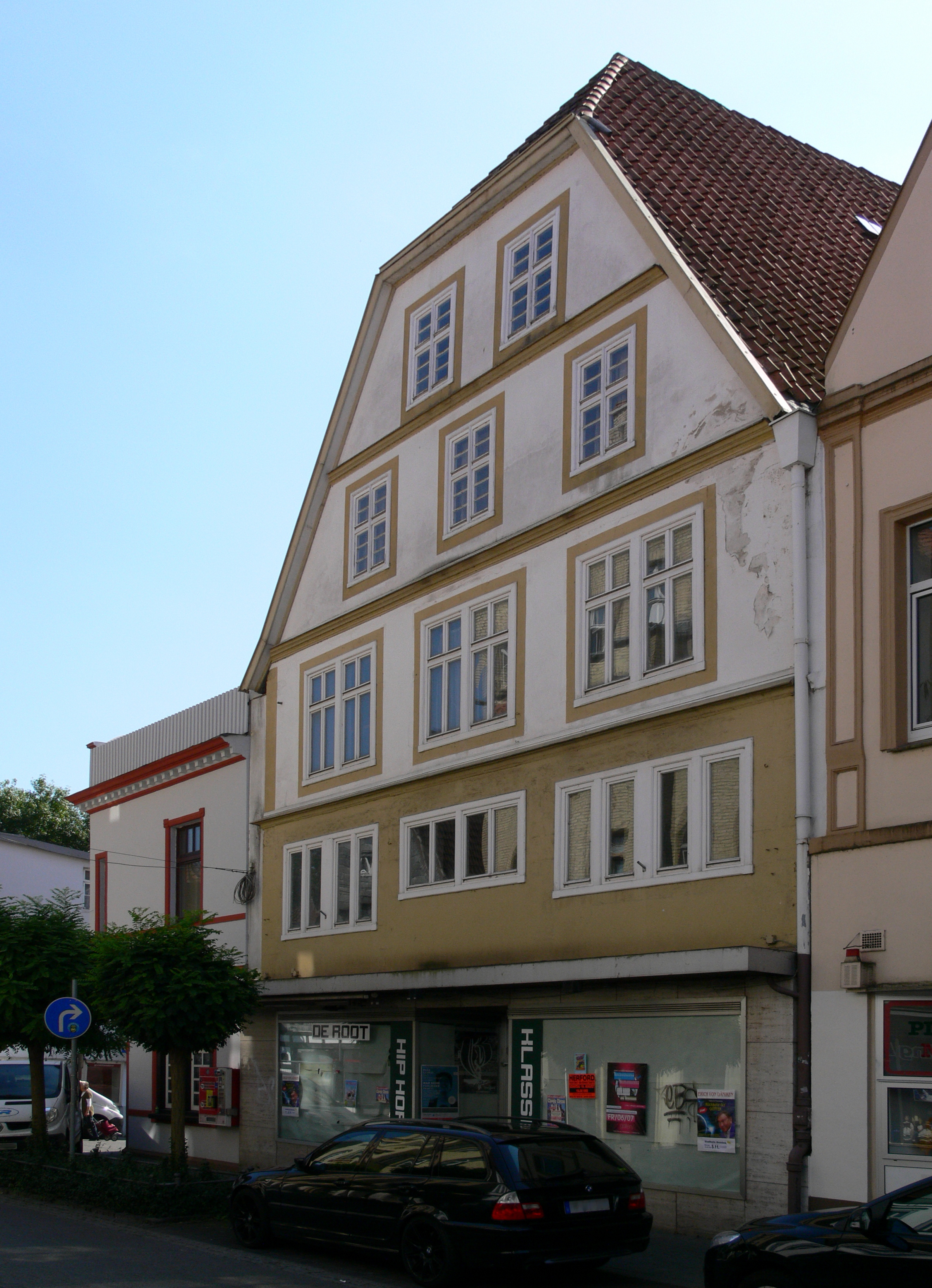
Radewiger Straße 35

### Löhrstraße
Die Löhrstraße ist eine alte Straßenbezeichnung. Erstmals wird sie 1438 als Loderstrate erwähnt. Vermutlich war sie der Standort von Lohgerberwerkstätten. Lohgerber betreiben eine spezialisierte Form der Gerberei. Sie verarbeiten Rinderhäute zu strapazierfähigem, kräftigem Leder, beispielsweise für Sohlen und Sättel.

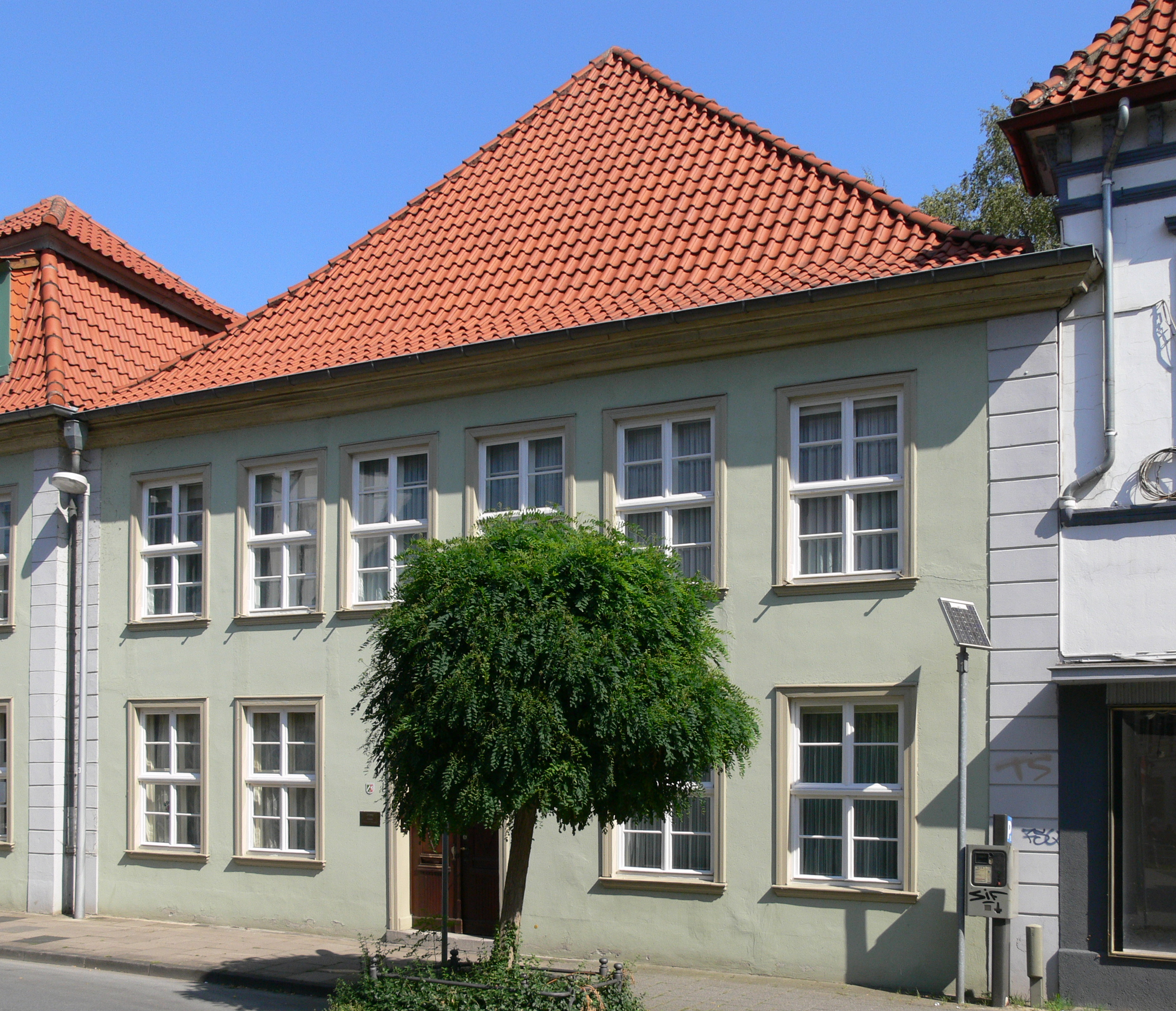
Löhrstraße 1
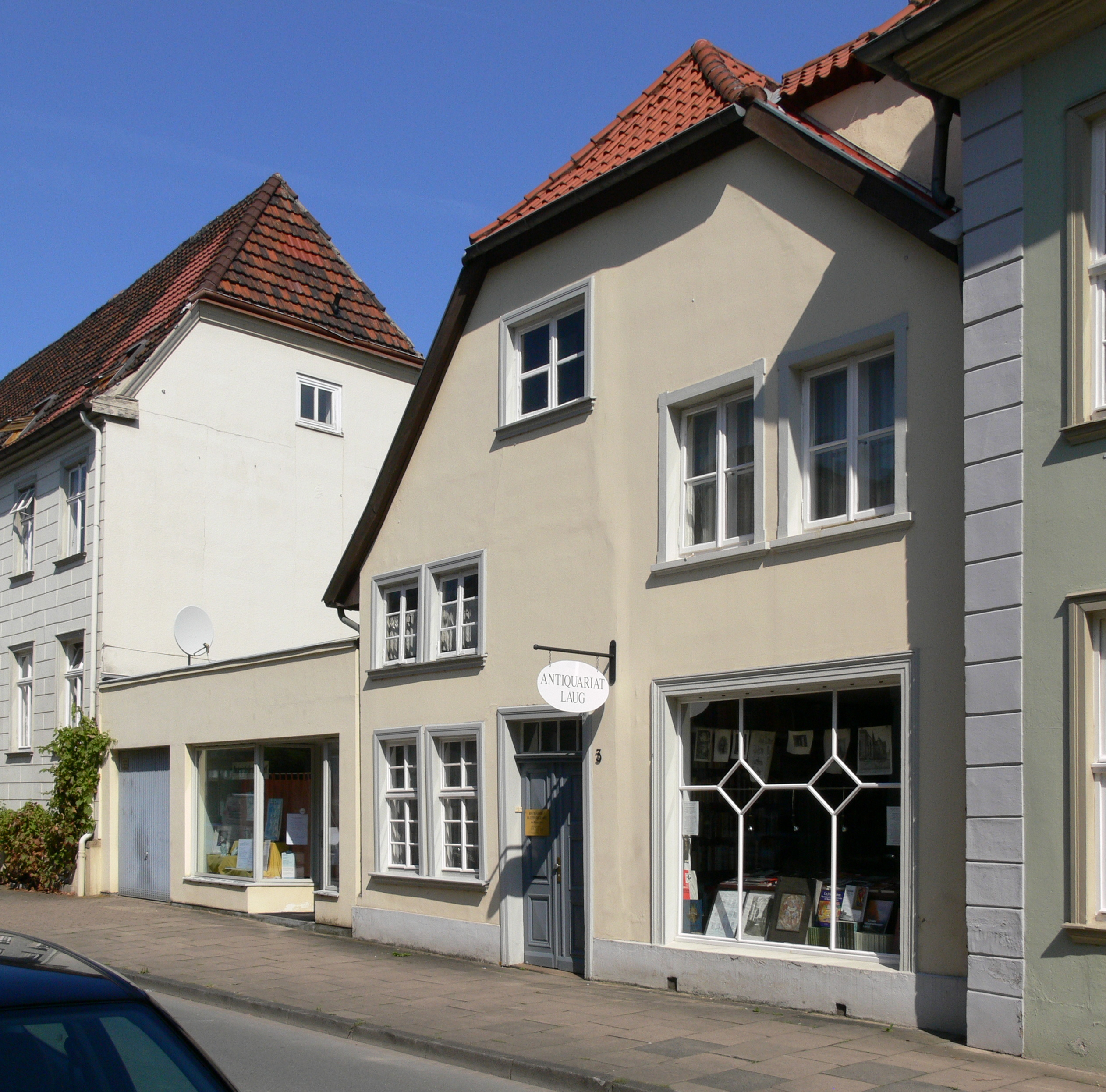
Löhrstraße 3
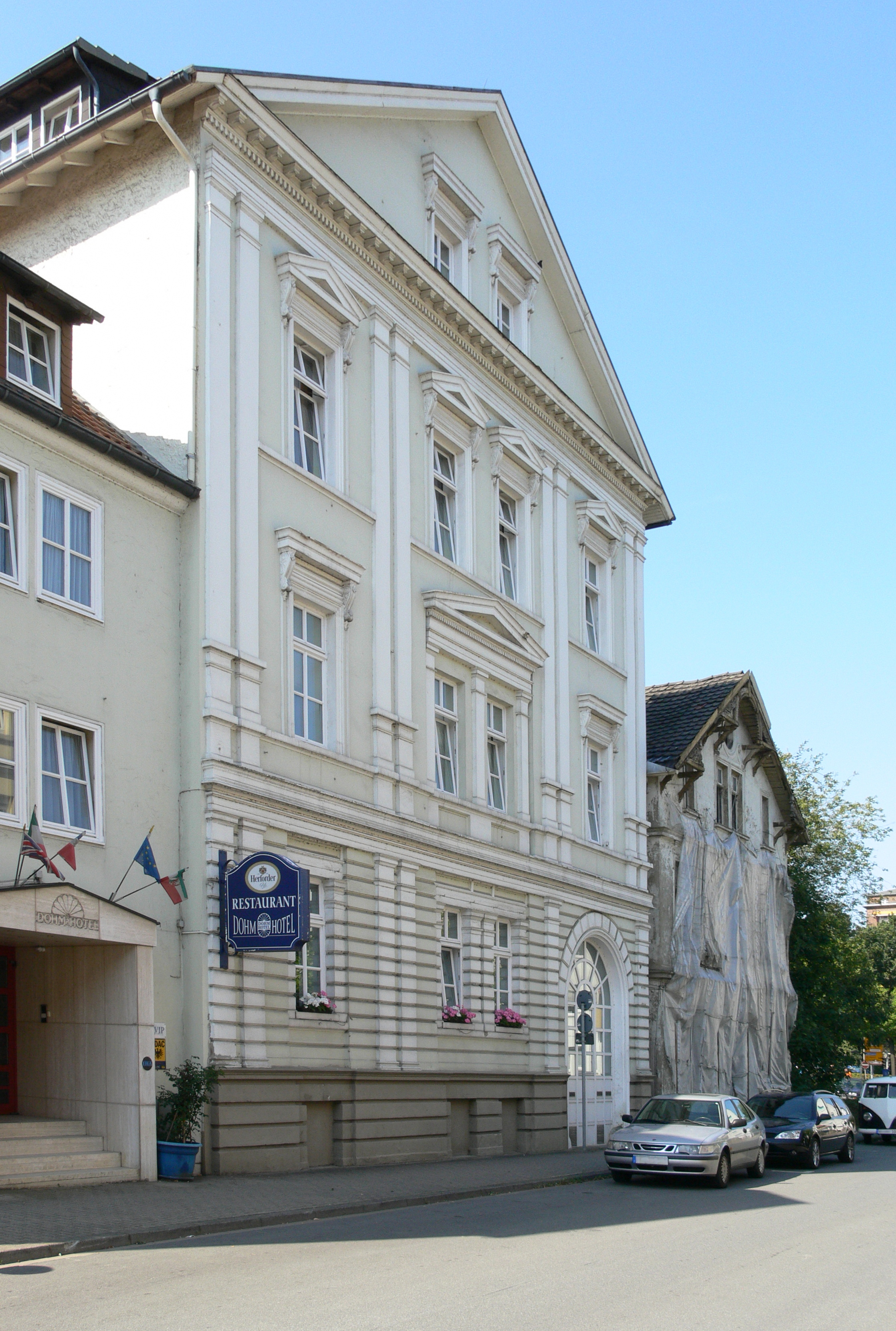
Dohmhotel, Löhrstraße 6
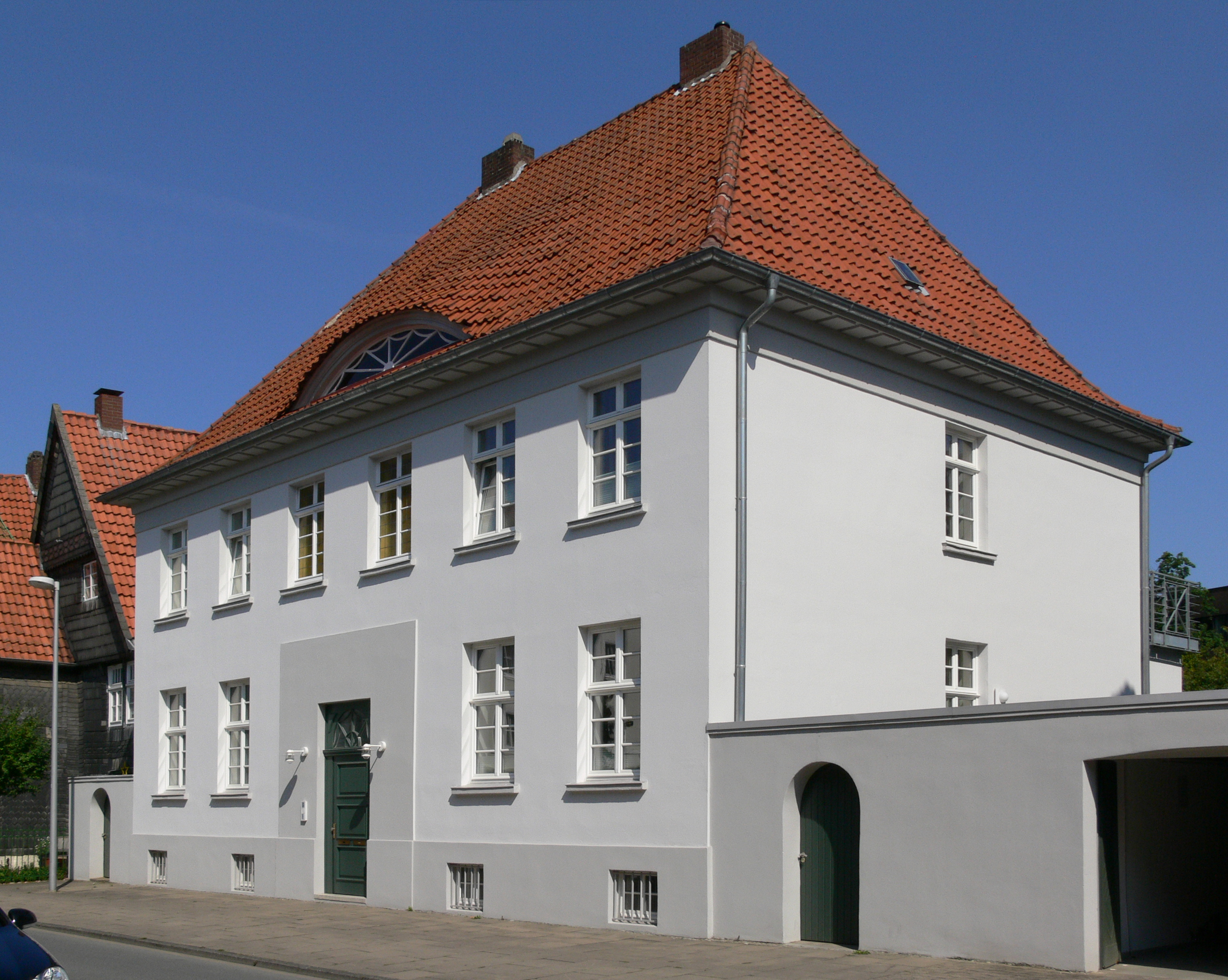
Löhrstraße 9

### Kirchgasse
Die Kirchgasse verläuft hinter Jakobikirche. Es ist eine kleine Verbindungsstraße zwischen der Löhrstraße und der Radewiger Straße am Fürstenauplatz.

### Mühlengasse
Die Mühlengasse zwischen der Bielefelder Straße und der Radewiger Straße wurde nach der Radewiger Mühle benannt, die an der benachbarten Aa stand.

### Bielefelder Straße
Die Bielefelder Straße verläuft vom Fürstenauplatz bis zum Deichtor in der Radewig.
Bis 1939 hieß dieses Straßenstück „Deichtorstraße“. In der Radewiger Feldmark führt die Ausfallstraße bis zur Bielefelder Stadtgrenze.

## Bauwerke

### Jakobikirche

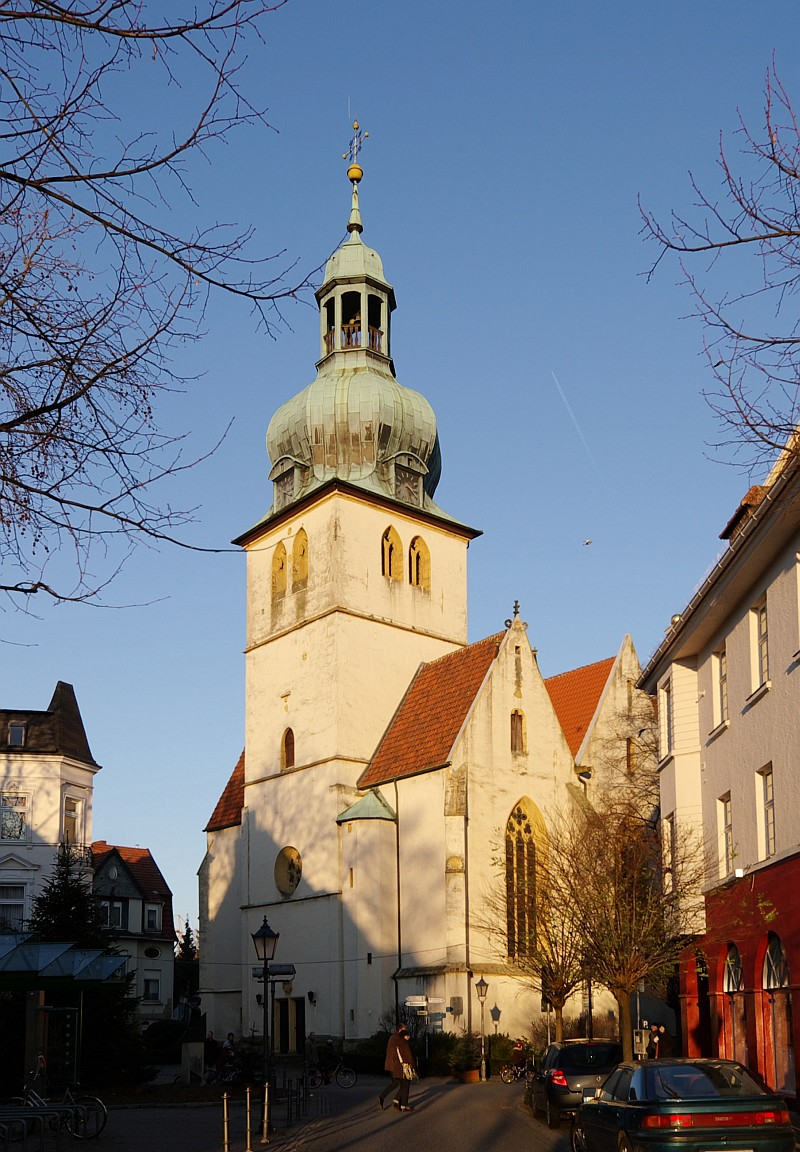
St. Jakobi

Im Bereich Fürstenauplatz/Radewiger Straße/Kirchgasse steht die Jakobikirche, die den Jakobspilgern auf dem Weg zum Grab des Apostels Jakobus in Santiago de Compostela als Stationskirche diente.

#### Radewiger Kohlfest
Im Jahr 1530 wurde die Jakobikirche auf Anordnung des Rates wegen der zur Landplage gewordenen Pilger geschlossen. Auf Initiative des damaligen Bürgermeisters Anton Brudtlacht wurde die Kirche wieder als Pfarrkirche eingerichtet und eingeweiht. Am Donnerstag nach dem 1. Advent im Jahre 1590 wurde sie als evangelische Kirche wiedereröffnet. Die Radewiger Hausfrauen hatten ein leckeres Mittagessen aufgesetzt: Grünkohl mit Rauchwurst. Der Legende nach soll auch die Kirche mit Grünkohl, der auch Braunkohl genannt wird, ausgeschmückt gewesen sein, weil wegen des ungewöhnlich schneereichen Winters kein Tannengrün aus dem Wald geholt werden konnte und zu dieser Jahreszeit keine Blumen zum Ausschmücken der Kirche zur Verfügung standen. Noch heute wird aus diesem Anlass das Radewiger Kohlfest gefeiert.

### Radewiger Mühle
Oberhalb der Radewiger Brücke, die die Radewiger Straße mit der Bäckerstraße in der Altstadt verbindet, stand die seit 1224 nachweisbare Radewiger Mühle an der Aa. Ursprünglich gehörte sie zum in der Radewig liegenden Gut Odenhausen und der Abtei. Der Wasserdurchlass an der Stadtmauer wurde durch zwei Türme mit einem Wachgang gesichert. Beim Umbau 1933 wurden die letzten Reste der Befestigung abgebrochen. Nachdem die Mühle über viele Jahre an verschiedene Lehensträger verpachtet war, wurde sie 1560 verkauft. Von 1604 bis 1765 gehörte der Mühlenkomplex der Stadt. Danach wechselten bis zur Stilllegung am 31. Januar 1960 mehrmals die Besitzer. Seit 1979 wird der umgebaute Komplex als Wohn- und Geschäftshaus genutzt.
Die Mühle brannte mehrmals ab. Nach dem Feuer 1845 musste sie vollkommen neu aufgebaut werden. Nach einem weiteren Brand im Jahr 1912 wurde die Mühle weiter ausgebaut. Noch bis zum Beginn des 19. Jahrhunderts gehörte zur Mühle eine eigene Mühlengerechtigkeit, die für bestimmte Bauern einen Ablieferungszwang des geernteten Getreides an die Mühle beinhaltete.
Zeitweise befand sich an und unter der Brücke ein beliebter Badeplatz.
Im Bereich des nahegelegenen Wehres existierten verschiedene öffentliche Waschplätze. Die saubere Wäsche wurde dort oft direkt zum Trocknen ausgelegt.
Unterhalb des Wehrs befand sich der Hexenkolk, in dem bis zur frühen Neuzeit die Wasserprobe an Frauen vorgenommen wurde, die der Hexerei angeklagt waren.

### Fürstenauhaus
In der Radewiger Straße 23 steht das 1638/39 errichtete Fürstenauhaus. Es war das Wohnhaus Anton Fürstenau, dem die Herforder Ehrenbürgerwürde verliehen wurde, nachdem er im Dreißigjährigen Krieg durch Vermittlung zwischen kaiserlichen und schwedischen Truppen eine Belagerung der Stadt abgewendet hatte.

## Öffentliche Einrichtungen

### Elisabeth-von-der-Pfalz-Berufskolleg
Das Elisabeth-von-der-Pfalz-Berufskolleg in der Löhrstraße ist ein staatlich anerkanntes evangelisches Berufskolleg in der Trägerschaft des Kirchenkreises Herford. Es bietet vier Bildungsgänge im Sozial- und Gesundheitswesen sowie die Fachhochschulreife.

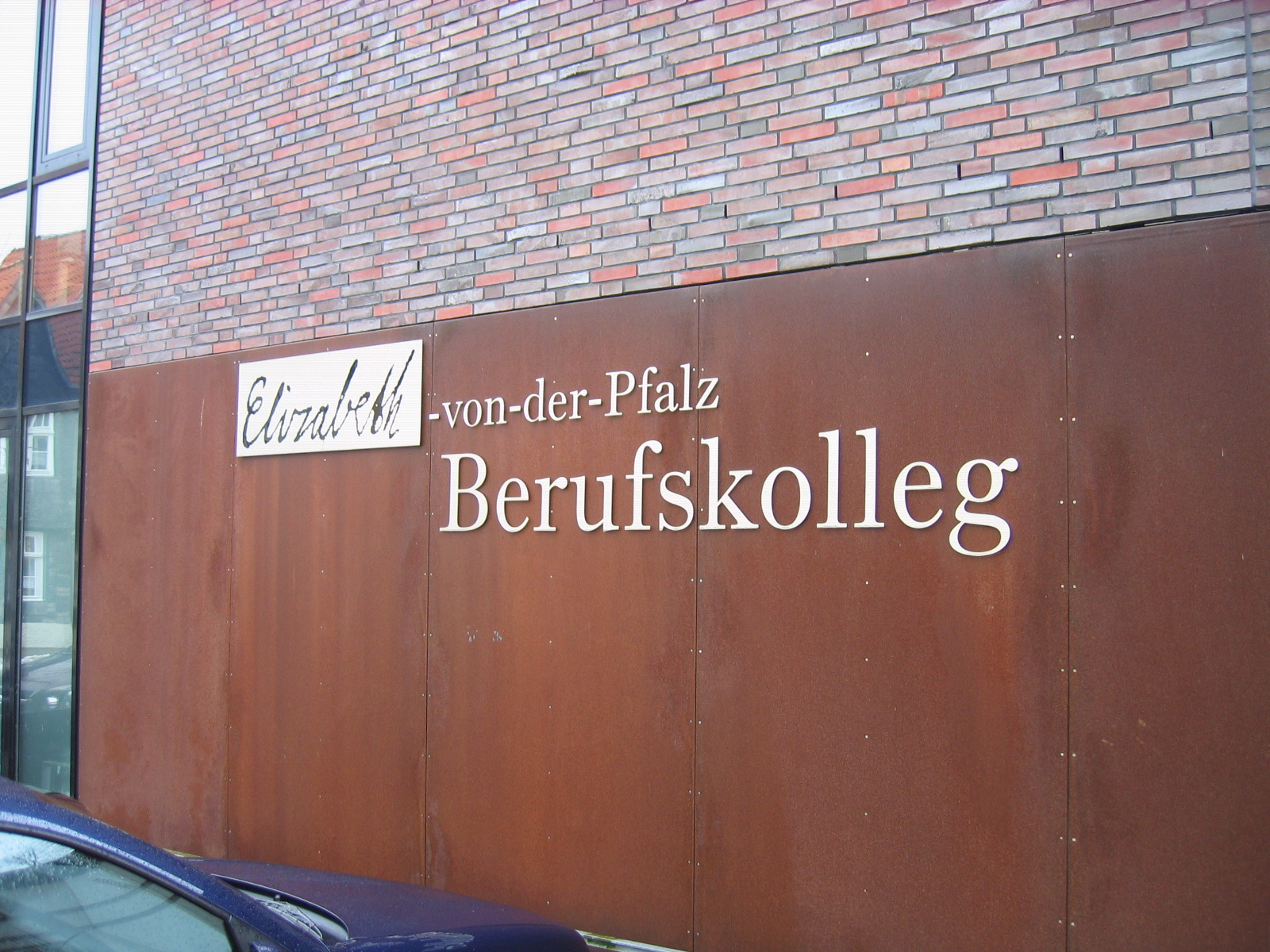
Elisabeth-von-der-Pfalz-Berufskolleg
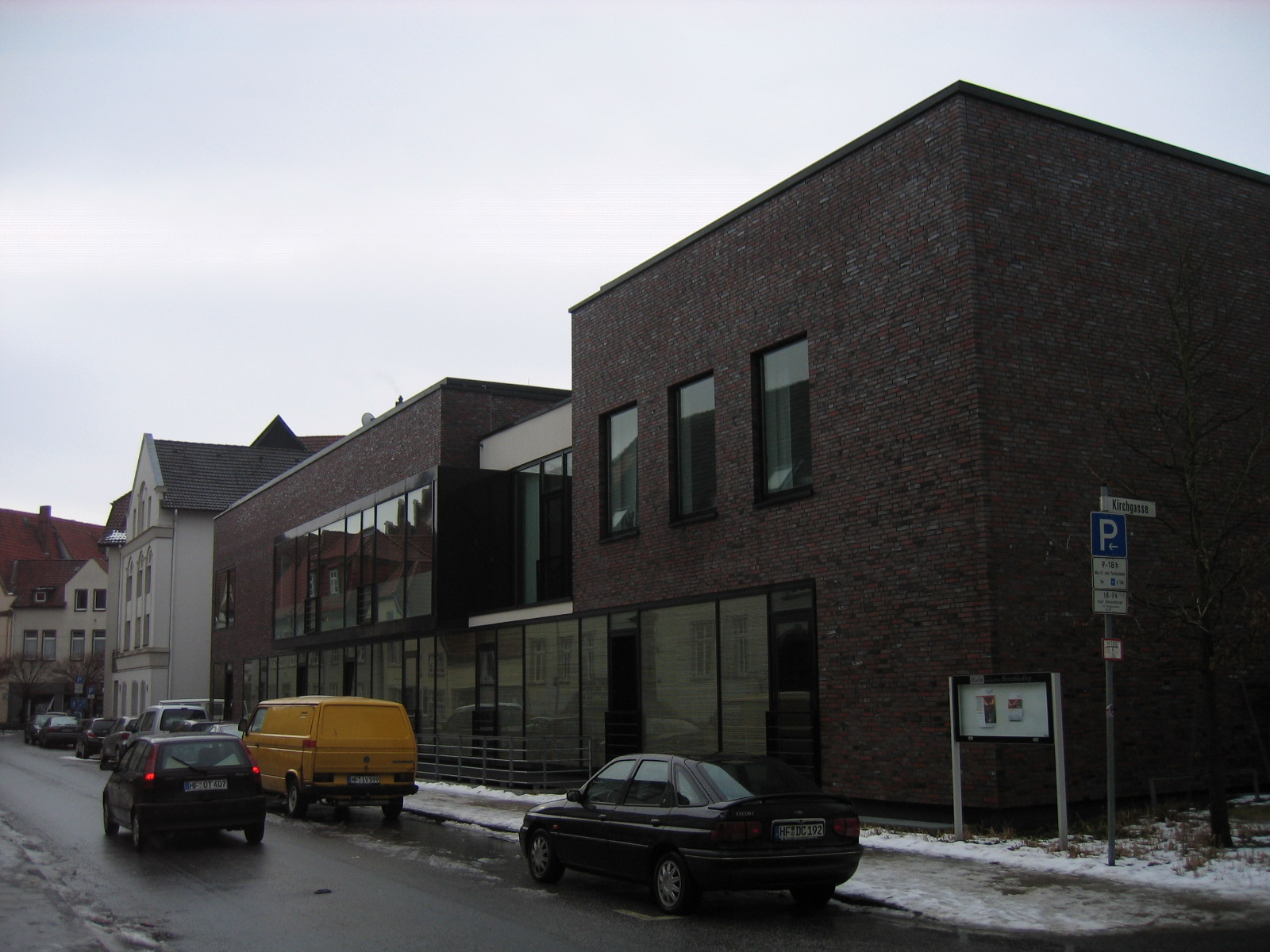
Löhrstraße mit  Elisabeth-von-der-Pfalz-Berufskolleg
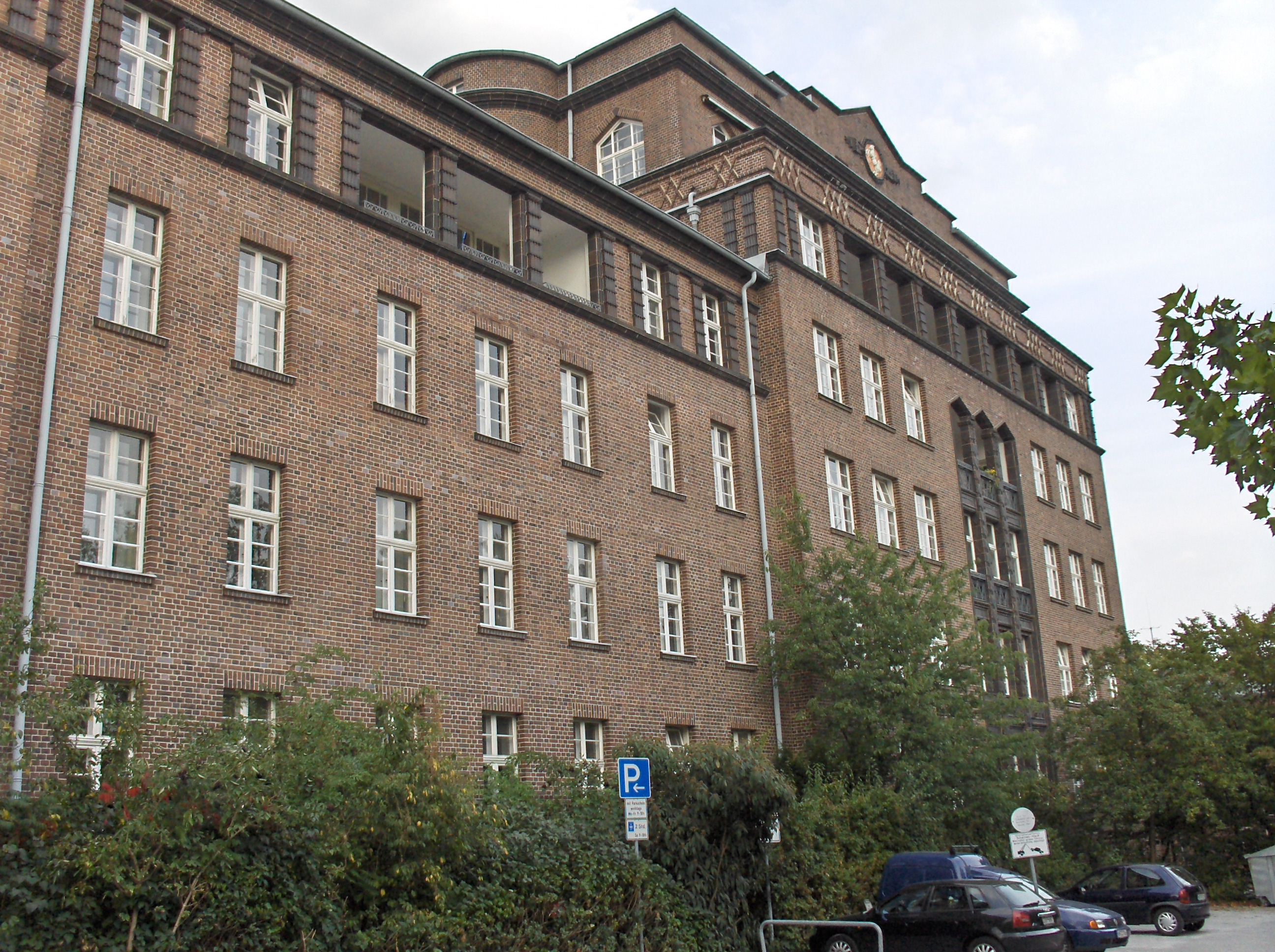
Technisches Rathaus

### Stadtverwaltung
Im Altbau des ehemaligen Kreis- und Stadtkrankenhauses ist heute das Technische Rathaus untergebracht.

### Jugendzentrum
An der Straße „Auf der Freiheit“ steht neben der Aa das städtische Jugendzentrum „Die 9“. Der Name wurde wegen der Hausnummer 9 gewählt. Im Mai 2010 wurde eine Verbindung zum benachbarten Haus Nummer 11 fertiggestellt, in dem einmal die Herforder Teppichfabrik angesiedelt war. Beide Häuser bilden zusammen das „Zentrum der Jugend“.

### Diakonisches Werk
Das Diakonische Werk im Kirchenkreis Herford e. V. hat seine Hauptstelle an der Straße „Auf der Freiheit“. Daneben sind Außenstellen und Stadtteiltreffs über das ganze Stadtgebiet verteilt.

### Grundschule Radewig
Die Grundschule Radewig liegt nicht, wie der Name vermuten lässt, in der Radewig, sondern in der Radewiger Feldmark.

## Kultur

### Daniel-Pöppelmann-Haus
Am Deichtorwall am Stadtgraben befindet sich das Daniel-Pöppelmann-Haus, in dem die Stadtgeschichte gezeigt wird. Im Anbau finden wechselnde Ausstellungen des Herforder Kunstvereins statt.

### Kiosk 24
An der Radewiger Straße Ecke Löhrstraße können Künstler in einer begehbare Schaufenstervitrine zeitweise ihre Kunstwerke ausstellen. Einzelheiten siehe hier.

### Fürstenaudenkmal
Auf dem Fürstenauplatz vor der Jakobikirche befindet sich seit 1989 das Fürstenaudenkmal, das an Anton Fürstenau, den Beschützer Herfords im Dreißigjährigen Krieg und den Verteidiger der Reichsfreiheit gegen Brandenburg und den Großen Kurfürsten erinnert.

### Hexentreppe
2014 wurde an der Aa zwischen dem Radewiger Wehr und der Radewiger Brücke, wo sich der ehemalige Hexenkolk befand, das von der Künstlerin Susanne Albrecht geschaffene Kunstwerk mit dem Namen Hexentreppe installiert. Das Werk soll an die Wasserprobe der sogenannten Hexen erinnern, die im 16. und 17. Jahrhundert in Herford verfolgt und getötet wurden.

### Mahnmal am Deichtorwall
Am Deichtorwall, unweit des Daniel-Pöppelmann-Hauses, steht seit 1962 ein Mahnmal mit der Aufschrift: Den Opfern der Hitler-Diktatur 1933–1945 zum Gedenken, den Lebenden zur Mahnung.

### Öffentlicher Bücherschrank
Seit 2019 befindet sich in einer britischen Telefonzelle auf dem Gänsemarkt ein öffentlicher Bücherschrank, der allerdings nur während der Öffnungszeiten der umliegenden Geschäfte zugänglich ist. Dort werden  Bücher kostenlos, anonym und ohne jegliche Formalitäten zum Tausch oder zur Mitnahme angeboten. Betreut wird der Bücherschrank vom Verein QuARTier RadeWig. Vorher war in der Telefonzelle ein öffentliches Münztelefon der Deutschen Telekom.

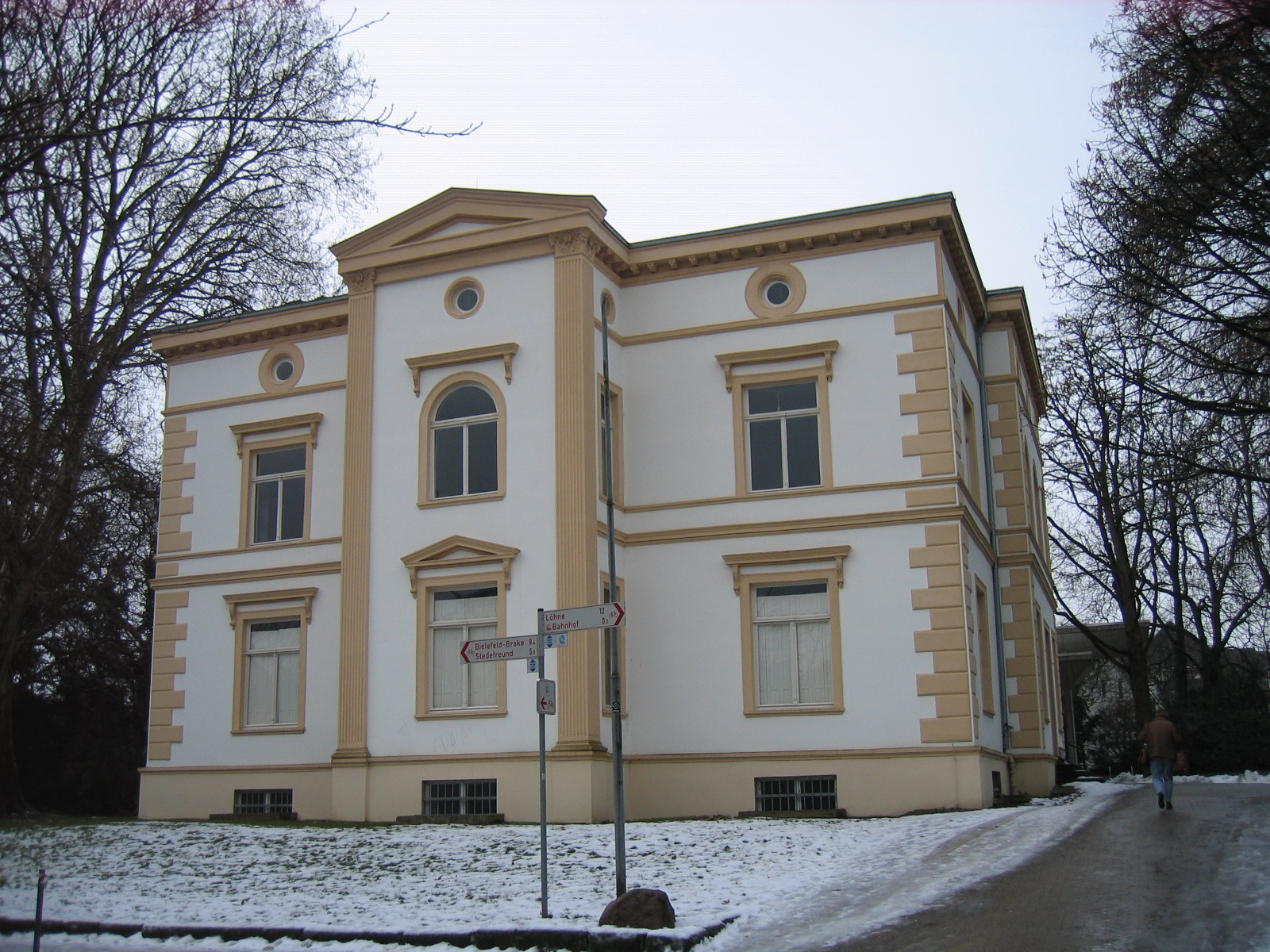
Daniel-Pöppelmann-Haus
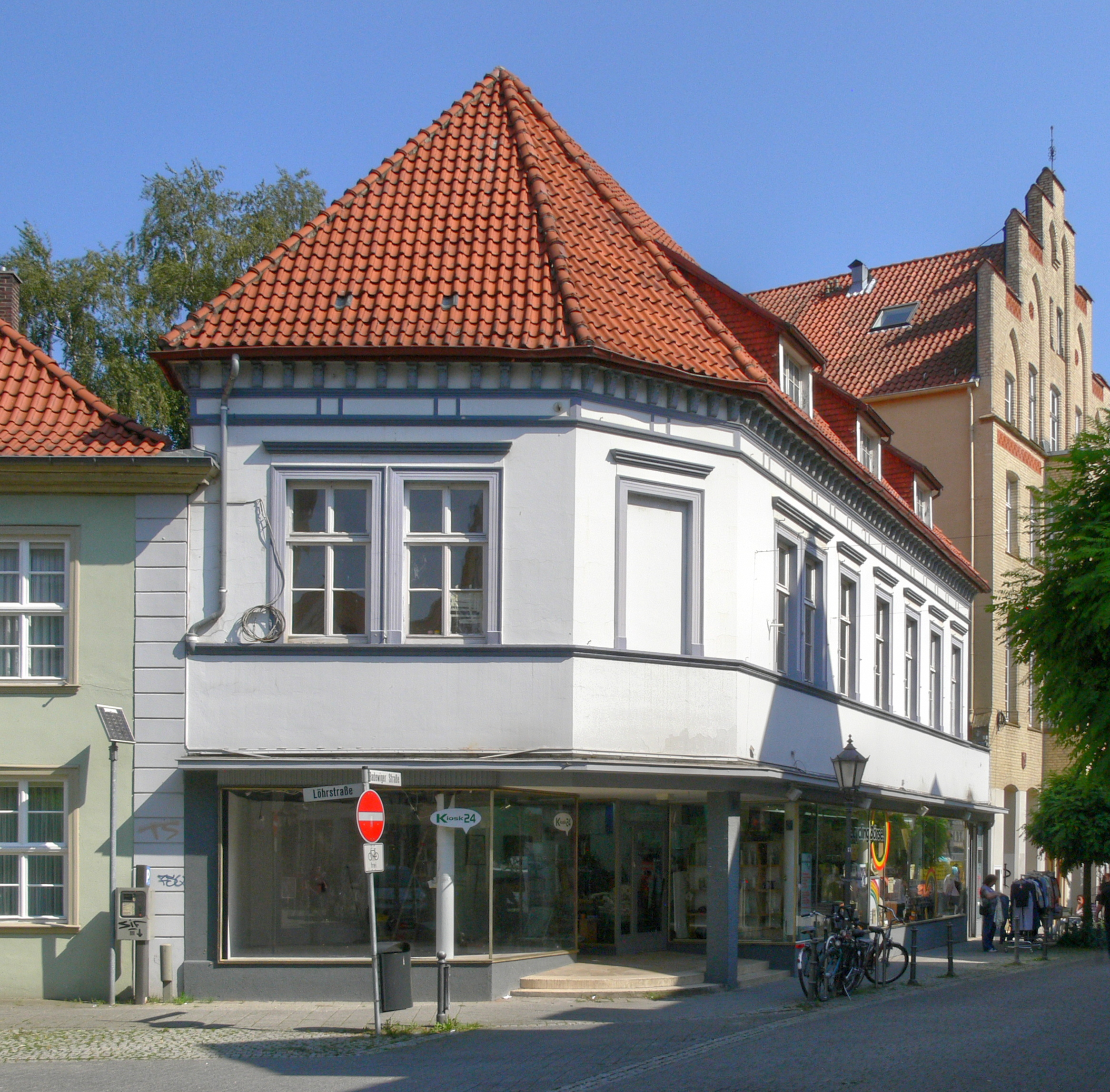
Kiosk 24 und Secondhandladen, Radewiger Straße 24
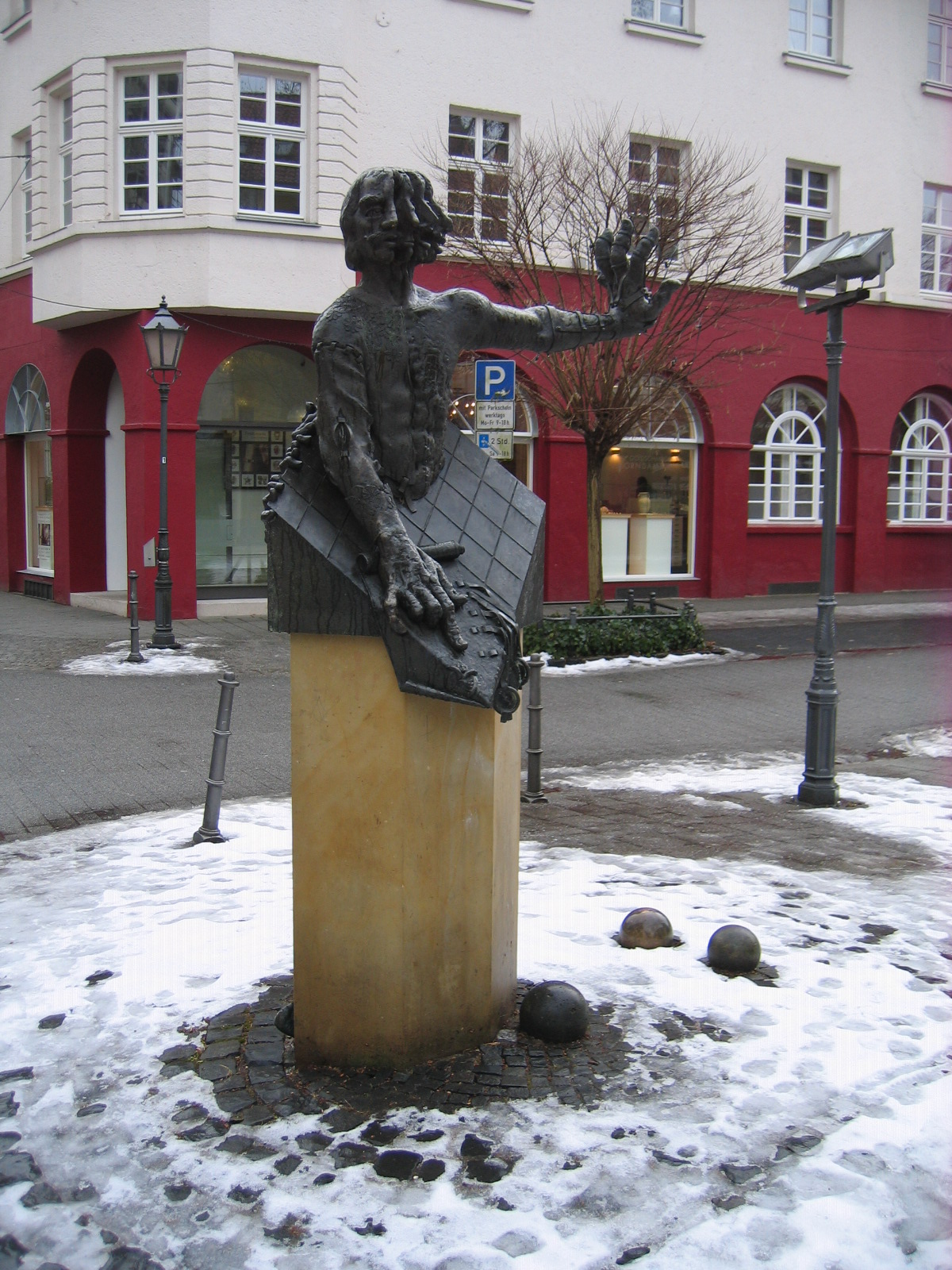
Fürstenaudenkmal
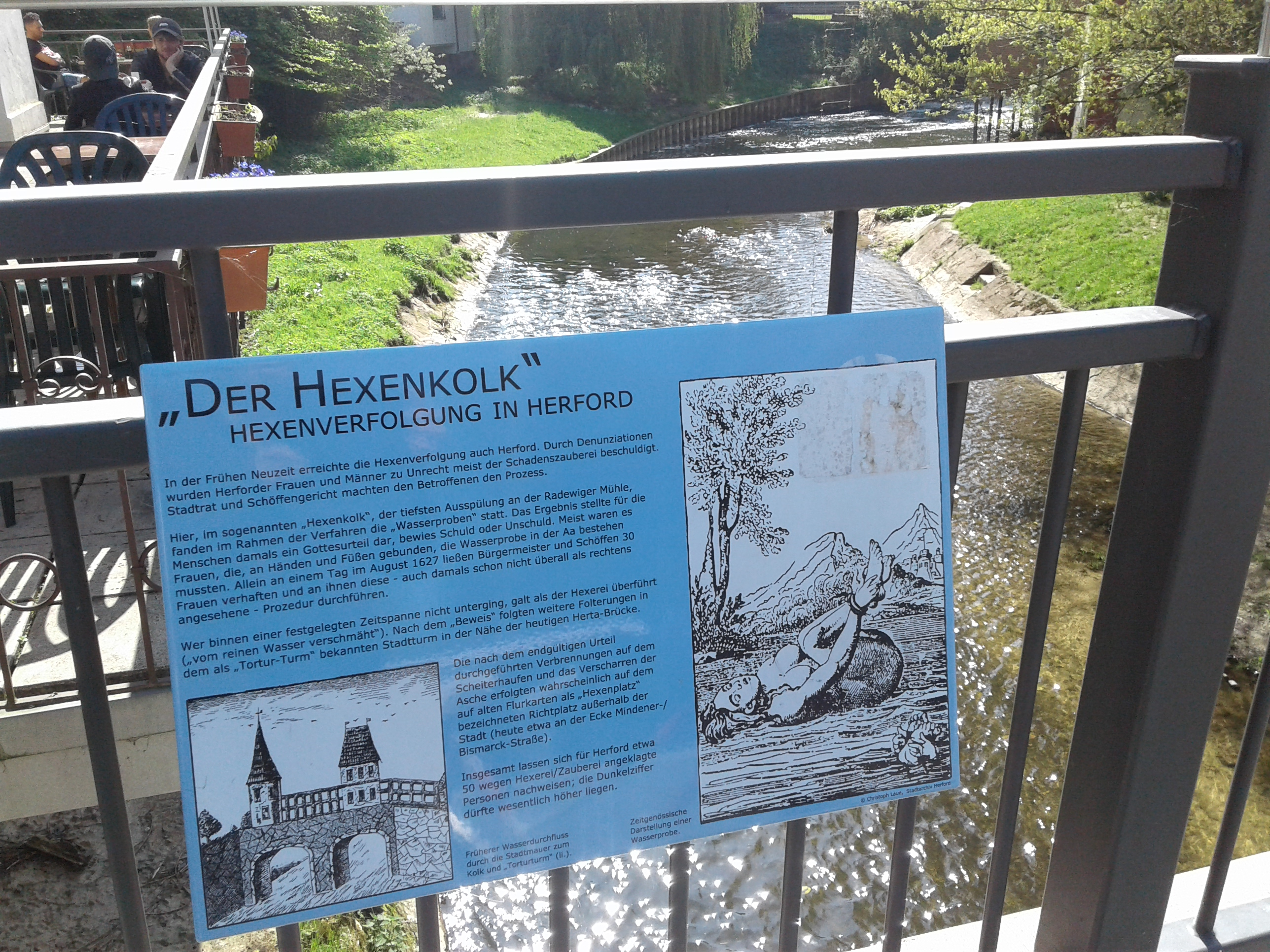
Gedenktafel an die Hexenverfolgung auf der Radewiger Brücke beim Hexenkolk
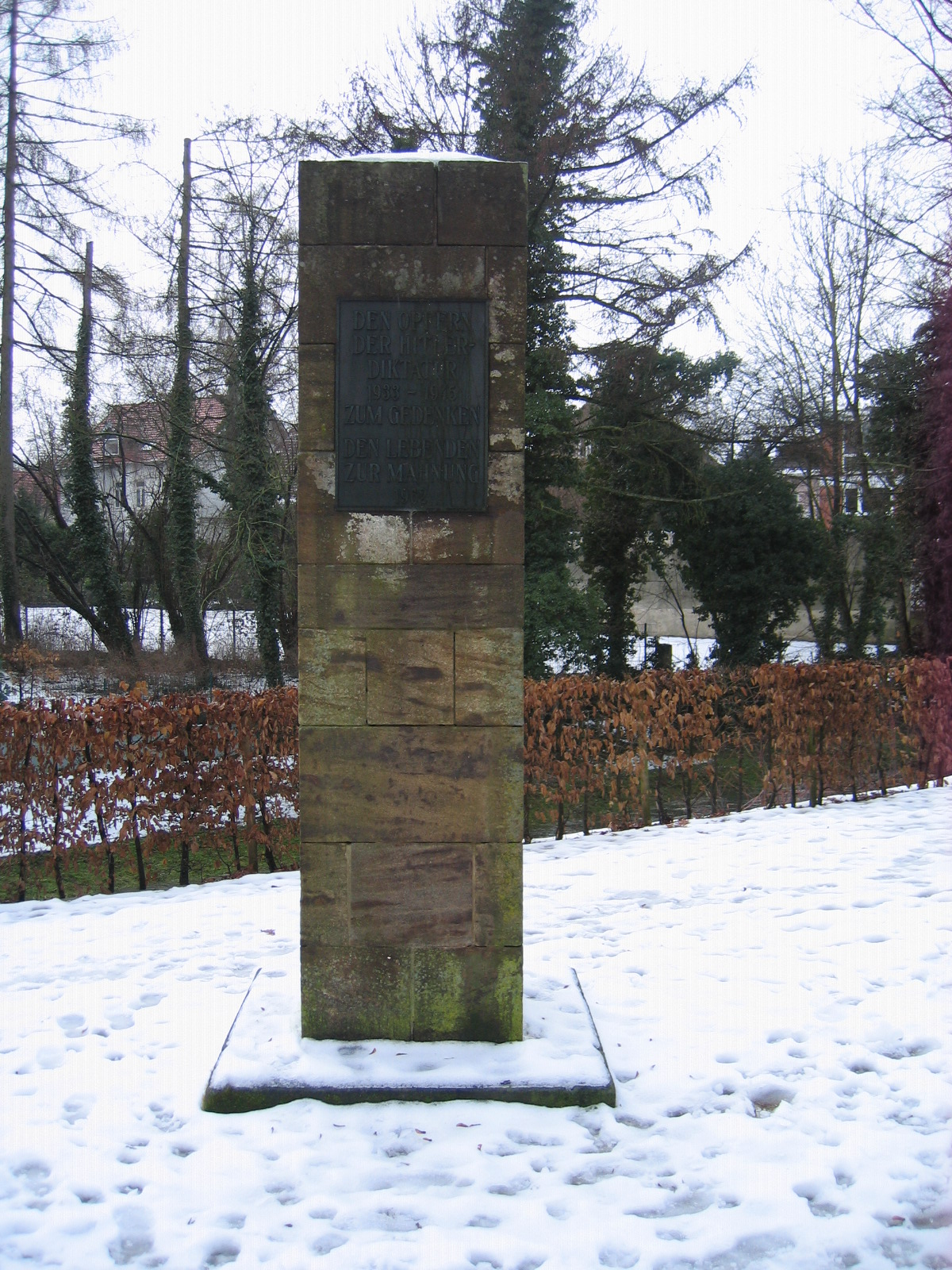
Mahnmal am Deichtorwall
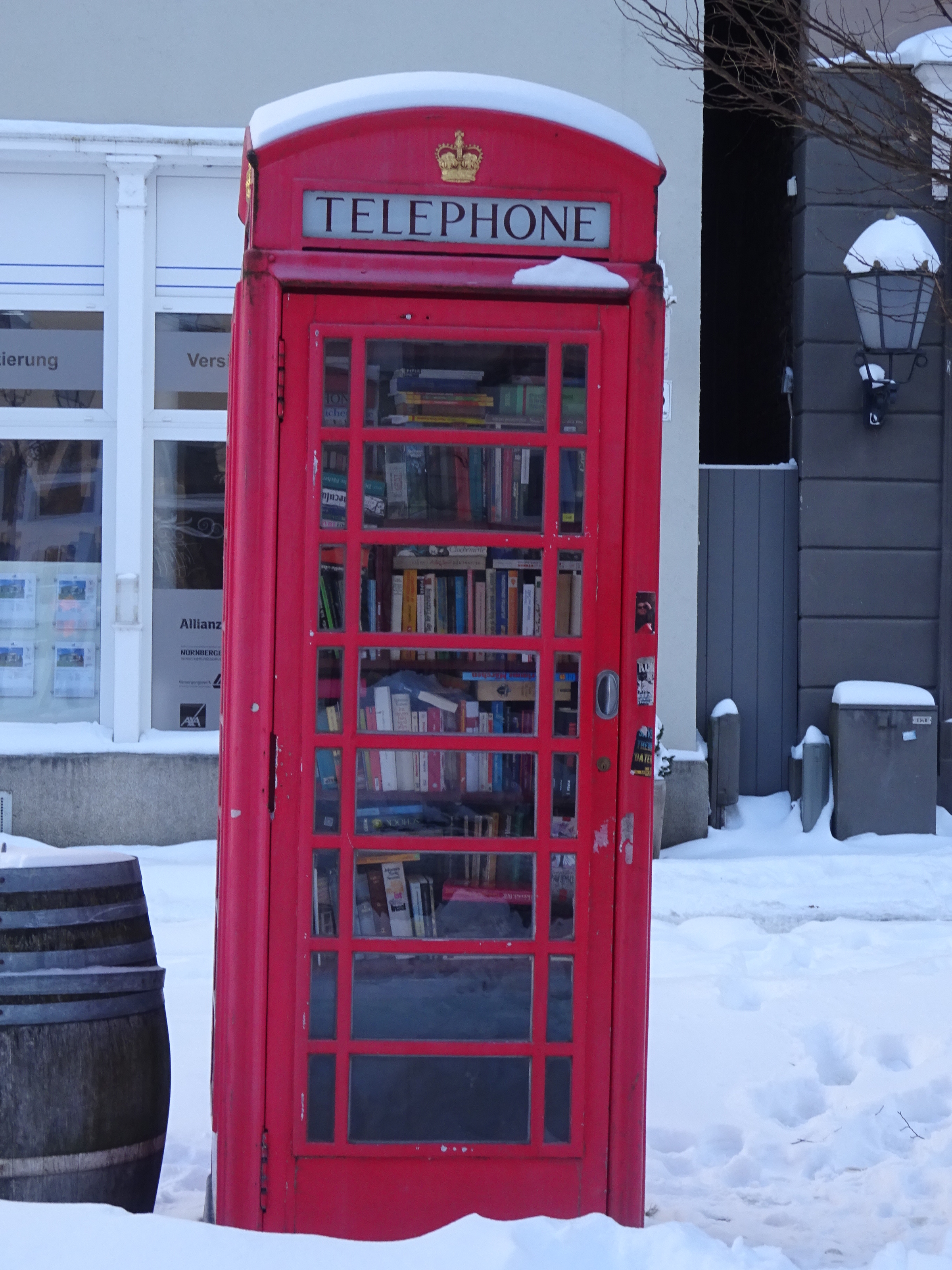
Bücherschrank auf dem Gänsemarkt

## Handel

### Geschäftsstraßen
Von der Radewiger Brücke über die Radewiger Straße, den Fürstenauplatz, den Gänsemarkt und die Steinstraße sowie den Janup erstreckt sich die Einkaufszone der Radewig. Lediglich der Gänsemarkt mit Teilen der einmündenden Straßen ist eine Fußgängerzone. Nachfolgend sind einige größere Geschäfte aufgeführt.

### Secondhandladen
Neben dem Kiosk 24 an der Radewiger Straße betrieb der Arbeitskreis Recycling e. V. bis Oktober 2024 einen Secondhandladen, in dem gebrauchte Waren verkauft werden, die in der Recyclingbörse abgegeben worden waren und falls erforderlich aufgearbeitet worden sind. Seit November 2024 befindet sich das Geschäft in der Höckerstraße im Stadtteil Neustadt.

### Weinrichs Bruchbude
In Weinrichs Schokoladen-Bruchbude am Gänsemarkt werden Schokoladenartikel, insbesondere Bruchschokolade und Vivani-Schokolade der Herforder Schokoladenfabrik Ludwig Weinrich GmbH & Co. KG verkauft.

### Elektromarkt und Gemischtwarenmarkt
Seit November 2013 gibt es am Janup in dem Gebäude, das ursprünglich für eine Niederlassung des Unternehmens C&A gebaut worden war, eine Filiale des Elektromarktes Expert Döring. Nachdem dieser seine Verkaufsfläche im Jahr 2019 verkleinert hatte, wurde das Ladenlokal geteilt und auf der frei gewordenen Fläche eine Filiale des Gemischtwarenmarktes Action eröffnet.

## QuARTier RadeWig
Während der Bauzeit des Museums MARTa wurde der Immobilien- und Standortgemeinschaft Radewig e. V. (ISG) gegründet, der später in QuARTier RadeWig e. V. umbenannt wurde. Durch die Nähe zum MARTa sollen Kunst und Kultur ein besonderes Gewicht erhalten. Aber auch als Veranstaltungs- und Einkaufsquartier soll die Attraktivität der Radewig gesteigert werden.